# Liste der DIN-VDE-Normen/Gruppe 7
Die Liste der DIN-VDE-Normen/Gruppe 7 enthält die Normen des Verband der Elektrotechnik, Elektronik und Informationstechnik (kurz VDE), die in dessen Listen erfasst sind. Anmerkung: Die Liste erhebt keinen Anspruch auf Aktualität. Eine aktuelle Liste dieser Normen kann auf der Website des VDE-Verlags abgerufen werden.

## VDE 0700 bis VDE 0799
| DIN-Notation              | VDE-Notation                      | Stand   | Norminhalt |
| ------------------------- | --------------------------------- | ------- | --- |
| DIN EN 60335-1            | VDE 0700-1 Beiblatt 1             | 2016-06 | Sicherheit elektrischer Geräte für den Hausgebrauch und ähnliche Zwecke - Teil 1: Allgemeine Anforderungen; Beiblatt 1: Interpretationen zu DIN EN 60335-1 (VDE 0700-1) |
| DIN EN 60335-1            | VDE 0700-1                        | 2020-08 | Sicherheit elektrischer Geräte für den Hausgebrauch und ähnliche Zwecke Teil 1: Allgemeine Anforderungen (IEC 60335-1:2010, modifiziert + COR1:2010 + COR2:2011 + A1:2013, modifiziert + A1:2013/COR1:2014 + A2:2016 + A2:2016/COR1:2016); Deutsche Fassung EN 60335-1:2012 + AC:2014 + A11:2014 + A13:2017 + A1:2019 + A2:2019 + A14:2019 |
| DIN EN 60335-1            | VDE 0700-1 Berichtigung 1         | 2014-04 | Berichtigung zu DIN EN 60335-1 (VDE 0700-1):2012-10; Deutsche Fassung EN 60335-1:2012/AC:2014 |
| DIN EN 60335-1            | VDE 0700-1 Berichtigung 2         | 2014-11 | Berichtigung zu DIN EN 60335-1 (VDE 0700-1):2012-10 |
| DIN EN 60335-2-2          | VDE 0700-2 Beiblatt 1             | 2016-06 | Sicherheit elektrischer Geräte für den Hausgebrauch und ähnliche Zwecke - Teil 2-2: Besondere Anforderungen für Staubsauger und Wassersauger; Beiblatt 1: Interpretationen zu DIN EN 60335-2-2 (VDE 0700-2) |
| DIN EN 60335-2-2          | VDE 0700-2                        | 2014-11 | Sicherheit elektrischer Geräte für den Hausgebrauch und ähnliche Zwecke - Teil 2-2: Besondere Anforderungen für Staubsauger und Wassersauger - (IEC 60335-2-2:2009 + A1:2012); Deutsche Fassung EN 60335-2-2:2010 + A11:2012 + A1:2013 |
| DIN EN 60335-2-3          | VDE 0700-3 Beiblatt 1             | 2016-06 | Sicherheit elektrischer Geräte für den Hausgebrauch und ähnliche Zwecke - Teil 2-3: Besondere Anforderungen für elektrische Bügeleisen; Beiblatt 1: Interpretationen zu DIN EN 60335-2-3 (VDE 0700-3) |
| DIN EN 60335-2-3          | VDE 0700-3                        | 2011-04 | Sicherheit elektrischer Geräte für den Hausgebrauch und ähnliche Zwecke - Teil 2-3: Besondere Anforderungen für elektrische Bügeleisen - (IEC 60335-2-3:2002 + Cor.:2002 + A1:2004 + A2:2008); Deutsche Fassung EN 60335-2-3:2002 + A1:2005 + A2:2008 + A11:2010 |
| DIN EN 60335-2-4          | VDE 0700-4 Beiblatt 1             | 2016-06 | Sicherheit elektrischer Geräte für den Hausgebrauch und ähnliche Zwecke -Teil 2-4: Besondere Anforderungen für Wäscheschleudern; Beiblatt 1: Interpretationen zu DIN EN 60335-2-4 (VDE 0700-4) |
| DIN EN 60335-2-4          | VDE 0700-4                        | 2015-09 | Sicherheit elektrischer Geräte für den Hausgebrauch und ähnliche Zwecke -Teil 2-4: Besondere Anforderungen für Wäscheschleudern - (IEC 60335-2-4:2008, modifiziert + A1:2012, modifiziert); Deutsche Fassung EN 60335-2-4:2010 + A1:2015 |
| DIN EN 60335-2-5          | VDE 0700-5 Beiblatt 1             | 2016-06 | Sicherheit elektrischer Geräte für den Hausgebrauch und ähnliche Zwecke -Teil 2-5: Besondere Anforderungen für Geschirrspülmaschinen; Beiblatt 1: Interpretationen zu DIN EN 60335-2-5 (VDE 0700-5) |
| DIN EN 60335-2-5          | VDE 0700-5                        | 2015-11 | Sicherheit elektrischer Geräte für den Hausgebrauch und ähnliche Zwecke -Teil 2-5: Besondere Anforderungen für Geschirrspülmaschinen - (IEC 60335-2-5:2012, modifiziert); Deutsche Fassung EN 60335-2-5:2015 |
| DIN EN 60335-2-6          | VDE 0700-6 Beiblatt 1             | 2016-06 | Sicherheit elektrischer Geräte für den Hausgebrauch und ähnliche Zwecke - Teil 2-6: Besondere Anforderungen für ortsfeste Herde, Kochmulden, Backöfen und ähnliche Geräte; Beiblatt 1: Interpretationen zu DIN EN 60335-2-6 (VDE 0700-6) |
| DIN EN 60335-2-6          | VDE 0700-6                        | 2016-02 | Sicherheit elektrischer Geräte für den Hausgebrauch und ähnliche Zwecke - Teil 2-6: Besondere Anforderungen für ortsfeste Herde, Kochmulden, Backöfen und ähnliche Geräte - (IEC 60335-2-6:2014, modifiziert); Deutsche Fassung EN 60335-2-6:2015 |
| DIN EN 60335-2-7          | VDE 0700-7 Beiblatt 1             | 2016-06 | Sicherheit elektrischer Geräte für den Hausgebrauch und ähnliche Zwecke -Teil 2-7: Besondere Anforderungen für Waschmaschinen; Beiblatt 1: Interpretationen zu DIN EN 60335-2-7 (VDE 0700-7) |
| DIN EN 60335-2-7          | VDE 0700-7                        | 2014-07 | Sicherheit elektrischer Geräte für den Hausgebrauch und ähnliche Zwecke -Teil 2-7: Besondere Anforderungen für Waschmaschinen - (IEC 60335-2-7:2008, modifiziert + A1:2011, modifiziert); Deutsche Fassung EN 60335-2-7:2010 + A1:2013 + A11:2013 |
| DIN EN 60335-2-8          | VDE 0700-8 Beiblatt 1             | 2016-06 | Sicherheit elektrischer Geräte für den Hausgebrauch und ähnliche Zwecke - Teil 2-8: Besondere Anforderungen für Rasiergeräte, Haarschneidemaschinen und ähnliche Geräte; Beiblatt 1: Interpretationen zu DIN EN 60335-2-8 (VDE 0700-8) |
| DIN EN 60335-2-8          | VDE 0700-8                        | 2009-05 | Sicherheit elektrischer Geräte für den Hausgebrauch und ähnliche Zwecke - Teil 2-8: Besondere Anforderungen für Rasiergeräte, Haarschneidemaschinen und ähnliche Geräte - (IEC 60335-2-8:2002, modifiziert + A1:2005 + A2:2008); Deutsche Fassung EN 60335-2-8:2003 + A1:2005 + A2:2008 |
| DIN EN 60335-2-9          | VDE 0700-9 Beiblatt 1             | 2016-06 | Sicherheit elektrischer Geräte für den Hausgebrauch und ähnliche Zwecke - Teil 2-9: Besondere Anforderungen für Grillgeräte, Brotröster und ähnliche ortsveränderliche Kochgeräte; Beiblatt 1: Interpretationen zu DIN EN 60335-2-9 (VDE 0700-9) |
| DIN EN 60335-2-9          | VDE 0700-9                        | 2011-10 | Sicherheit elektrischer Geräte für den Hausgebrauch und ähnliche Zwecke - Teil 2-9: Besondere Anforderungen für Grillgeräte, Brotröster und ähnliche ortsveränderliche Kochgeräte - (IEC 60335-2-9:2002, modifiziert + A1:2004 + A2:2006); Deutsche Fassung EN 60335-2-9:2003 + A1:2004 + A2:2006 + A12:2007 + A13:2010 + AC:2011 Sicherheit elektrischer Geräte für den Hausgebrauch und ähnliche Zwecke -Teil 2-10: Besondere Anforderungen für Bodenbehandlungs- und Nassschrubbmaschinen - (IEC 60335-2-10:2002 + A1:2008); Deutsche Fassung EN 60335-2-10:2003 + A1:2008 |
| DIN EN 60335-2-9          | VDE 0700-9 Berichtigung 1         | 2012-11 | Berichtigung zu DIN EN 60335-2-9 (VDE 0700-9):2011-10 |
| DIN EN 60335-2-10         | VDE 0700-10                       | 2009-02 | Sicherheit elektrischer Geräte für den Hausgebrauch und ähnliche Zwecke - Teil 2-10: Besondere Anforderungen für Bodenbehandlungs- und Nassschrubbmaschinen - (IEC 60335-2-10:2002 + A1:2008); Deutsche Fassung EN 60335-2-10:2003 + A1:2008 |
| DIN EN 60335-2-11         | VDE 0700-11 Beiblatt 1            | 2016-06 | Sicherheit elektrischer Geräte für den Hausgebrauch und ähnliche Zwecke -Teil 2-11: Besondere Anforderungen für Trommeltrockner; Beiblatt 1: Interpretationen zu DIN EN 60335-2-11 (VDE 0700-11) |
| DIN EN 60335-2-11         | VDE 0700-11                       | 2015-11 | Sicherheit elektrischer Geräte für den Hausgebrauch und ähnliche Zwecke -Teil 2-11: Besondere Anforderungen für Trommeltrockner - (IEC 60335-2-11:2008, modifiziert + A1:2012, modifiziert); Deutsche Fassung EN 60335-2-11:2010 + A11:2012 + A1:2015 |
| DIN EN 60335-2-12         | VDE 0700-12                       | 2009-01 | Sicherheit elektrischer Geräte für den Hausgebrauch und ähnliche Zwecke -Teil 2-12: Besondere Anforderungen für Warmhalteplatten und ähnliche Geräte - (IEC 60335-2-12:2002 + A1:2008); Deutsche Fassung EN 60335-2-12:2003 + A1:2008 |
| DIN EN 60335-2-13         | VDE 0700-13 Beiblatt 1            | 2016-06 | Sicherheit elektrischer Geräte für den Hausgebrauch und ähnliche Zwecke -Teil 2-13: Besondere Anforderungen für Frittiergeräte, Bratpfannen und ähnliche Geräte; Beiblatt 1: Interpretationen zu DIN EN 60335-2-13 (VDE 0700-13) |
| DIN EN 60335-2-13         | VDE 0700-13                       | 2013-06 | Sicherheit elektrischer Geräte für den Hausgebrauch und ähnliche Zwecke -Teil 2-13: Besondere Anforderungen für Frittiergeräte, Bratpfannen und ähnliche Geräte - (IEC 60335-2-13:2009); Deutsche Fassung EN 60335-2-13:2010 + A11:2012 |
| DIN EN 60335-2-14         | VDE 0700-14 Beiblatt 1            | 2016-06 | Sicherheit elektrischer Geräte für den Hausgebrauch und ähnliche Zwecke -Teil 2-14: Besondere Anforderungen für Küchenmaschinen; Beiblatt 1: Interpretationen zu DIN EN 60335-2-14 (VDE 0700-14) |
| DIN EN 60335-2-14         | VDE 0700-14                       | 2012-12 | Sicherheit elektrischer Geräte für den Hausgebrauch und ähnliche Zwecke -Teil 2-14: Besondere Anforderungen für Küchenmaschinen - (IEC 60335-2-14:2006, modifiziert + A1:2008); Deutsche Fassung EN 60335-2-14:2006 + A1:2008 + A11:2012 |
| DIN EN 60335-2-14         | VDE 0700-14 Berichtigung 1        | 2013-12 | Berichtigung zu DIN EN 60335-2-14 (VDE 0700-14):2012-12; Deutsche Fassung EN 60335-2-14:2006/A11:2012/AC:2013 |
| DIN EN 60335-2-15         | VDE 0700-15 Beiblatt 1            | 2016-06 | Sicherheit elektrischer Geräte für den Hausgebrauch und ähnliche Zwecke - Teil 2-15: Besondere Anforderungen für Geräte zur Flüssigkeitserhitzung; Beiblatt 1: Interpretationen zu DIN EN 60335-2-15 (VDE 0700-15) |
| DIN EN 60335-2-15         | VDE 0700-15                       | 2012-12 | Sicherheit elektrischer Geräte für den Hausgebrauch und ähnliche Zwecke - Teil 2-15: Besondere Anforderungen für Geräte zur Flüssigkeitserhitzung - (IEC 60335-2-15:2002 + A1:2005 + A2:2008); Deutsche Fassung EN 60335-2-15:2002 + A1:2005 + Cor.:2005 + Cor.:2006 + A2:2008 + A11:2012 |
| DIN EN 60335-2-15         | VDE 0700-15 Berichtigung 1        | 2013-12 | Berichtigung zu DIN EN 60335-2-15 (VDE 0700-15):2012-12; Deutsche Fassung EN 60335-2-15:2002/A11:2012/AC:2013 |
| DIN EN 60335-2-16         | VDE 0700-16                       | 2012-08 | Sicherheit elektrischer Geräte für den Hausgebrauch und ähnliche Zwecke - Teil 2-16: Besondere Anforderungen für Zerkleinerer von Nahrungsmittelabfällen - (IEC 60335-2-16:2002, modifiziert + A1:2008 + A2:2011); Deutsche Fassung EN 60335-2-16:2003 + A1:2008 + A2:2012 |
| DIN EN 60335-2-17         | VDE 0700-17 Beiblatt 1            | 2016-06 | Sicherheit elektrischer Geräte für den Hausgebrauch und ähnliche Zwecke -Teil 2-17: Besondere Anforderungen an Wärmezudecken, Wärmeunterbetten, Heizkissen, Kleidung und ähnliche schmiegsame Wärmegeräte; Beiblatt 1: Interpretationen zu DIN EN 60335-2-17 (VDE 0700-17) |
| DIN EN 60335-2-17         | VDE 0700-17                       | 2013-08 | Sicherheit elektrischer Geräte für den Hausgebrauch und ähnliche Zwecke -Teil 2-17: Besondere Anforderungen an Wärmezudecken, Wärmeunterbetten, Heizkissen, Kleidung und ähnliche schmiegsame Wärmegeräte - (IEC 60335-2-17:2012); Deutsche Fassung EN 60335-2-17:2013 |
| DIN EN 60335-2-21         | VDE 0700-21 Beiblatt 1            | 2016-06 | Sicherheit elektrischer Geräte für den Hausgebrauch und ähnliche Zwecke -Teil 2-21: Besondere Anforderungen für Wassererwärmer (Warmwasserspeicher und Warmwasserboiler); Beiblatt 1: Interpretationen zu DIN EN 60335-2-21 (VDE 070021) |
| DIN EN 60335-2-21         | VDE 0700-21                       | 2009-06 | Sicherheit elektrischer Geräte für den Hausgebrauch und ähnliche Zwecke -Teil 2-21: Besondere Anforderungen für Wassererwärmer (Warmwasserspeicher und Warmwasserboiler) - (IEC 60335-2-21:2002, modifiziert + A1:2004 + Corrigendum 1 (ed. 5.0):2007 + A2:2008); Deutsche Fassung EN 60335-2-21:2003 + A1:2005 + Corrigendum:2007 + A2:2008 |
| DIN EN 60335-2-21         | VDE 0700-21 Berichtigung 1        | 2011-02 | Berichtigung zu DIN EN 60335-2-21 (VDE 0700-21):2009-06; Deutsche Fassung CENELEC-Cor.:2010 zu EN 60335-2-21:2003 |
| DIN EN 60335-2-23         | VDE 0700-23 Beiblatt 1            | 2016-06 | Sicherheit elektrischer Geräte für den Hausgebrauch und ähnliche Zwecke - Teil 2-23: Besondere Anforderungen für Geräte zur Behandlung von Haut und Haar; Beiblatt 1: Interpretationen zu DIN EN 60335-2-23 (VDE 0700-23) |
| DIN EN 60335-2-23         | VDE 0700-23                       | 2015-06 | Sicherheit elektrischer Geräte für den Hausgebrauch und ähnliche Zwecke - Teil 2-23: Besondere Anforderungen für Geräte zur Behandlung von Haut oder Haar - (IEC 60335-2-23:2003 + Cor. 1:2004 + Cor. 2:2008 + A1:2008 + Cor. 3:2007 + A2:2012, modifiziert); Deutsche Fassung EN 60335-2-23:2003 + A1:2008 + A11:2010 + A11:2010/AC:2012 + A2:2015 |
| DIN EN 60335-2-24         | VDE 0700-24 Beiblatt 1            | 2016-06 | Sicherheit elektrischer Geräte für den Hausgebrauch und ähnliche Zwecke - Teil 2-24: Besondere Anforderungen für Kühl/Gefriergeräte und Speiseeis- und Eisbereiter; Beiblatt 1: Interpretationen zu DIN EN 60335-2-24 (VDE 0700-24) |
| DIN EN 60335-2-24         | VDE 0700-24                       | 2010-12 | Sicherheit elektrischer Geräte für den Hausgebrauch und ähnliche Zwecke - Teil 2-24: Besondere Anforderungen für Kühl/Gefriergeräte und Speiseeis- und Eisbereiter - (IEC 60335-2-24:2010); Deutsche Fassung EN 60335-2-24:2010 |
| DIN EN 60335-2-25         | VDE 0700-25 Beiblatt 1            | 2016-06 | Sicherheit elektrischer Geräte für den Hausgebrauch und ähnliche Zwecke -Teil 2-25: Besondere Anforderungen für Mikrowellenkochgeräte und kombinierte Mikrowellenkochgeräte; Beiblatt 1: Interpretationen zu DIN EN 60335-2-25 (VDE 0700-25) |
| DIN EN 60335-2-25         | VDE 0700-25                       | 2016-05 | Sicherheit elektrischer Geräte für den Hausgebrauch und ähnliche Zwecke -Teil 2-25: Besondere Anforderungen für Mikrowellenkochgeräte und kombinierte Mikrowellenkochgeräte - (IEC 60335-2-25:2010, modifiziert + A1:2014); Deutsche Fassung EN 60335-2-25:2012 + A1:2015 |
| DIN EN 60335-2-26         | VDE 0700-26                       | 2009-01 | Sicherheit elektrischer Geräte für den Hausgebrauch und ähnliche Zwecke - Teil 2-26: Besondere Anforderungen für Uhren - (IEC 60335-2-26:2002 + A1:2008); Deutsche Fassung EN 60335-2-26:2003 + A1:2008 |
| DIN EN 60335-2-27         | VDE 0700-27 Beiblatt 1            | 2016-06 | Sicherheit elektrischer Geräte für den Hausgebrauch und ähnliche Zwecke -Teil 2-27: Besondere Anforderungen für Hautbestrahlungsgeräte mit Ultraviolett- und Infrarotstrahlung; Beiblatt 1: Interpretationen zu DIN EN 60335-2-27 (VDE 0700-27) |
| DIN EN 60335-2-27         | VDE 0700-27                       | 2014-06 | Sicherheit elektrischer Geräte für den Hausgebrauch und ähnliche Zwecke -Teil 2-27: Besondere Anforderungen für Hautbestrahlungsgeräte mit Ultraviolett- und Infrarotstrahlung -(IEC 60335-2-27:2009, modifiziert); Deutsche Fassung EN 603352-27:2013 |
| DIN EN 60335-2-28         | VDE 0700-28                       | 2009-02 | Sicherheit elektrischer Geräte für den Hausgebrauch und ähnliche Zwecke -Teil 2-28: Besondere Anforderungen für Nähmaschinen - (IEC 60335-2-28:2002, modifiziert + A1:2008); Deutsche Fassung EN 60335-2-28:2003 + A1:2008 |
| DIN EN 60335-2-29         | VDE 0700-29 Beiblatt 1            | 2016-06 | Sicherheit elektrischer Geräte für den Hausgebrauch und ähnliche Zwecke -Teil 2-29: Besondere Anforderungen für Batterieladegeräte; Beiblatt 1: Interpretationen zu DIN EN 60335-2-29 (VDE 0700-29) |
| DIN EN 60335-2-29         | VDE 0700-29                       | 2010-11 | Sicherheit elektrischer Geräte für den Hausgebrauch und ähnliche Zwecke -Teil 2-29: Besondere Anforderungen für Batterieladegeräte - (IEC 60335-2-29:2002 + A1:2004 + A2:2009); Deutsche Fassung EN 60335-2-29:2004 + A2:2010 |
| DIN EN 60335-2-30         | VDE 0700-30 Beiblatt 1            | 2016-06 | Sicherheit elektrischer Geräte für den Hausgebrauch und ähnliche Zwecke -Teil 2-30: Besondere Anforderungen für Raumheizgeräte; Beiblatt 1: Interpretationen zu DIN EN 60335-2-30 (VDE 0700-30) |
| DIN EN 60335-2-30         | VDE 0700-30                       | 2013-02 | Sicherheit elektrischer Geräte für den Hausgebrauch und ähnliche Zwecke -Teil 2-30: Besondere Anforderungen für Raumheizgeräte - (IEC 60335-2-30:2009); Deutsche Fassung EN 60335-2-30:2009 + Cor.:2010 + A11:2012 |
| DIN EN 60335-2-31         | VDE 0700-31 Beiblatt 1            | 2016-06 | Sicherheit elektrischer Geräte für den Hausgebrauch und ähnliche Zwecke -Teil 2-31: Besondere Anforderungen für Dunstabzugshauben und andere Wrasenabsaugungen; Beiblatt 1: Interpretationen zu DIN EN 60335-2-31 (VDE 0700-31) |
| DIN EN 60335-2-31         | VDE 0700-31                       | 2015-06 | Sicherheit elektrischer Geräte für den Hausgebrauch und ähnliche Zwecke -Teil 2-31: Besondere Anforderungen für Dunstabzugshauben und andere Wrasenabsaugungen - (IEC 60335-2-31:2012, modifiziert); Deutsche Fassung EN 60335-231:2014 |
| DIN EN 60335-2-32         | VDE 0700-32                       | 2015-07 | Sicherheit elektrischer Geräte für den Hausgebrauch und ähnliche Zwecke -Teil 2-32: Besondere Anforderungen für Massagegeräte - (IEC 60335-2-32:2002 + A1:2008 + A2:2013, modifiziert); Deutsche Fassung EN 60335-2-32:2003 + A1:2008 + A2:2015 |
| DIN EN 60335-2-34         | VDE 0700-34 Beiblatt 1            | 2016-06 | Sicherheit elektrischer Geräte für den Hausgebrauch und ähnliche Zwecke -Teil 2-34: Besondere Anforderungen für Motorverdichter; Beiblatt 1: Interpretationen zu DIN EN 60335-2-34 (VDE 0700-34) |
| DIN EN 60335-2-34         | VDE 0700-34                       | 2014-10 | Sicherheit elektrischer Geräte für den Hausgebrauch und ähnliche Zwecke -Teil 2-34: Besondere Anforderungen für Motorverdichter - (IEC 60335-2-34:2012); Deutsche Fassung EN 60335-2-34:2013 |
| DIN EN 60335-2-35         | VDE 0700-35                       | 2012-04 | Sicherheit elektrischer Geräte für den Hausgebrauch und ähnliche Zwecke -Teil 2-35: Besondere Anforderungen für Durchflusserwärmer - (IEC 60335-2-35:2002 + A1:2006 + Cor.:2007 + A2:2009, modifiziert); Deutsche Fassung EN 60335-235:2002 + Cor.:2005 + A1:2007 + A2:2011 |
| DIN EN 60335-2-36         | VDE 0700-36                       | 2012-12 | Sicherheit elektrischer Geräte für den Hausgebrauch und ähnliche Zwecke - Teil 2-36: Besondere Anforderungen für elektrische Herde, Brat- und Backöfen und Kochplatten für den gewerblichen Gebrauch - (IEC 60335-2-36:2002 + A1:2004 + A2:2008); Deutsche Fassung EN 60335-2-36:2002 + A1:2004 + Cor.:2007 + A2:2008 + A11:2012 |
| DIN EN 60335-2-37         | VDE 0700-37                       | 2013-07 | Sicherheit elektrischer Geräte für den Hausgebrauch und ähnliche Zwecke - Teil 2-37: Besondere Anforderungen für elektrische Friteusen für den gewerblichen Gebrauch - (IEC 60335-2-37:2002 + A1:2008); Deutsche Fassung EN 60335-2-37:2002 + Cor.:2007 + A1:2008 +A11:2012 |
| DIN EN 60335-2-38         | VDE 0700-38                       | 2008-12 | Sicherheit elektrischer Geräte für den Hausgebrauch und ähnliche Zwecke - Teil 2-38: Besondere Anforderungen für elektrische Bratplatten und Kontaktgrills für den gewerblichen Gebrauch - (IEC 60335-2-38:2002 + A1:2008); Deutsche Fassung EN 60335-238:2003 + Corrigendum 2007 + A1:2008 |
| DIN EN 60335-2-39         | VDE 0700-39                       | 2009-04 | Sicherheit elektrischer Geräte für den Hausgebrauch und ähnliche Zwecke - Teil 2-39: Besondere Anforderungen für elektrische Mehrzweck-Koch- und -Bratpfannen für den gewerblichen Gebrauch - (IEC 60335-2-39:2002 + A1:2004 + A2:2008); Deutsche Fassung EN 60335-2-39:2003 + A1:2004 + Corrigendum:2007 + A2:2008 |
| DIN EN 60335-2-40         | VDE 0700-40                       | 2014-01 | Sicherheit elektrischer Geräte für den Hausgebrauch und ähnliche Zwecke - Teil 2-40: Besondere Anforderungen für elektrisch betriebene Wärmepumpen, Klimageräte und Raumluft-Entfeuchter - (IEC 60335-2-40:2002, modifiziert + A1:2005, modifiziert + A2:2005, modifiziert + Cor. 1:2006); Deutsche Fassung EN 60335-2-40:2003 + A11:2004 + A12:2005 + A1:2006 + Cor.:2006 + A2:2009 + Cor.:2010 + A13:2012 + A13:2012/AC:2013 |
| DIN EN 60335-2-41         | VDE 0700-41                       | 2010-11 | Sicherheit elektrischer Geräte für den Hausgebrauch und ähnliche Zwecke - Teil 2-41: Besondere Anforderungen für Pumpen - (IEC 60335-2-41:2002 + A1:2004 + A2:2009); Deutsche Fassung EN 60335-2-41:2003 + A1:2004 + A2:2010 |
| DIN EN 60335-2-42         | VDE 0700-42                       | 2012-12 | Sicherheit elektrischer Geräte für den Hausgebrauch und ähnliche Zwecke - Teil 2-42: Besondere Anforderungen für elektrische Heißumluftöfen, Dampfgeräte und Heißluftdämpfer für den gewerblichen Gebrauch - (IEC 60335-2-42:2002 + A1:2008); Deutsche Fassung EN 60335-2-42:2003 + Cor.:2007 + A1:2008 + A11:2012 |
| DIN EN 60335-2-43         | VDE 0700-43 Beiblatt 1            | 2016-06 | Sicherheit elektrischer Geräte für den Hausgebrauch und ähnliche Zwecke - Teil 2-43: Besondere Anforderungen für Kleidungs- und Handtuchtrockner; Beiblatt 1: Interpretationen zu DIN EN 60335-2-43 (VDE 0700-43) |
| DIN EN 60335-2-43         | VDE 0700-43                       | 2009-05 | Sicherheit elektrischer Geräte für den Hausgebrauch und ähnliche Zwecke - Teil 2-43: Besondere Anforderungen für Kleidungs- und Handtuchtrockner - (IEC 60335-2-43:2002 + A1:2005 + A2:2008); Deutsche Fassung EN 60335-2-43:2003 + A1:2006 + A2:2008 |
| DIN EN 60335-2-44         | VDE 0700-44                       | 2012-08 | Sicherheit elektrischer Geräte für den Hausgebrauch und ähnliche Zwecke -Teil 2-44: Besondere Anforderungen für Bügelmaschinen und Bügelpressen - (IEC 60335-2-44:2002 + A1:2008 + A2:2011); Deutsche Fassung EN 60335-2-44:2002 + A1:2008 + A2:2012 |
| DIN EN 60335-2-45         | VDE 0700-45                       | 2012-08 | Sicherheit elektrischer Geräte für den Hausgebrauch und ähnliche Zwecke -Teil 2-45: Besondere Anforderungen für ortsveränderliche Elektrowärmewerkzeuge und ähnliche Geräte - (IEC 60335-2-45:2002 + A1:2008 + A2:2011); Deutsche Fassung EN 60335-2-45:2002 + A1:2008 + A2:2012 |
| DIN EN 60335-2-47         | VDE 0700-47                       | 2012-12 | Sicherheit elektrischer Geräte für den Hausgebrauch und ähnliche Zwecke - Teil 2-47: Besondere Anforderungen für elektrische Kochkessel für den gewerblichen Gebrauch - (IEC 60335-2-47:2002 + A1:2008); Deutsche Fassung EN 60335-2-47:2003 + Cor.:2007 + A1:2008 + A11:2012 |
| DIN EN 60335-2-48         | VDE 0700-48                       | 2013-01 | Sicherheit elektrischer Geräte für den Hausgebrauch und ähnliche Zwecke - Teil 2-48: Besondere Anforderungen für elektrische Strahlungsgrillgeräte und Toaster für den gewerblichen Gebrauch - (IEC 60335-2-48:2002 + A1:2008); Deutsche Fassung EN 60335-2-48:2003 + Cor.:2007 + A1:2008 + A11:2012 |
| DIN EN 60335-2-49         | VDE 0700-49                       | 2013-01 | Sicherheit elektrischer Geräte für den Hausgebrauch und ähnliche Zwecke - Teil 2-49: Besondere Anforderungen für elektrische Geräte zum Warmhalten von Nahrungsmitteln und Geschirr für den gewerblichen Gebrauch - (IEC 60335-2-49:2002 + A1:2008); Deutsche Fassung EN 60335-2-49:2003 + Cor.:2007 + A1:2008 + A11:2012 |
| DIN EN 60335-2-50         | VDE 0700-50                       | 2008-11 | Sicherheit elektrischer Geräte für den Hausgebrauch und ähnliche Zwecke - Teil 2-50: Besondere Anforderungen für elektrische Warmhaltegeräte für den gewerblichen Gebrauch - (IEC 60335-2-50:2002 + A1:2007); Deutsche Fassung EN 60335-2-50:2003 + Corrigendum:2007+ A1:2008 |
| DIN EN 60335-2-51         | VDE 0700-51                       | 2012-08 | Sicherheit elektrischer Geräte für den Hausgebrauch und ähnliche Zwecke - Teil 2-51: Besondere Anforderungen für ortsfeste Umwälzpumpen für Heizungs- und Brauchwasseranlagen - (IEC 60335-2-51:2002 + A1:2008 + A2:2011); Deutsche Fassung EN 60335-2-51:2003 + A1:2008 + A2:2012 |
| DIN EN 60335-2-52         | VDE 0700-52 Beiblatt 1            | 2016-06 | Sicherheit elektrischer Geräte für den Hausgebrauch und ähnliche Zwecke -Teil 2-52: Besondere Anforderungen für Mundpflegegeräte; Beiblatt 1: Interpretationen zu DIN EN 60335-2-52 (VDE 0700-52) |
| DIN EN 60335-2-52         | VDE 0700-52                       | 2011-04 | Sicherheit elektrischer Geräte für den Hausgebrauch und ähnliche Zwecke -Teil 2-52: Besondere Anforderungen für Mundpflegegeräte - (IEC 60335-2-52:2002 + A1:2008); Deutsche Fassung EN 60335-2-52:2003 + A1:2008 + A11:2010 |
| DIN EN 60335-2-52         | VDE 0700-52 Berichtigung 1        | 2012-11 | Berichtigung zu DIN EN 60335-2-52 (VDE 0700-52):2011-04 |
| DIN EN 60335-2-53         | VDE 0700-53                       | 2012-06 | Sicherheit elektrischer Geräte für den Hausgebrauch und ähnliche Zwecke -Teil 2-53: Besondere Anforderungen für Saunaheizgeräte und Infrarot-Kabinen - (IEC 60335-2-53:2011); Deutsche Fassung EN 60335-2-53:2011 |
| DIN EN 60335-2-54         | VDE 0700-54                       | 2013-12 | Sicherheit elektrischer Geräte für den Hausgebrauch und ähnliche Zwecke - Teil 2-54: Besondere Anforderungen für Geräte zur Oberflächenreinigung mit Flüssigkeiten oder Dampf - (IEC 60335-2-54:2008); Deutsche Fassung EN 60335-2-54:2008 + A11:2012 |
| DIN EN 60335-2-55         | VDE 0700-55                       | 2009-02 | Sicherheit elektrischer Geräte für den Hausgebrauch und ähnliche Zwecke - Teil 2-55: Besondere Anforderungen für elektrische Geräte zum Gebrauch mit Aquarien und Gartenteichen - (IEC 60335-2-55:2002 + A1:2008); Deutsche Fassung EN 60335-255:2003 + A1:2008 |
| DIN EN 60335-2-56         | VDE 0700-56                       | 2009-02 | Sicherheit elektrischer Geräte für den Hausgebrauch und ähnliche Zwecke - Teil 2-56: Besondere Anforderungen für Projektoren und ähnliche Geräte - (IEC 60335-2-56:2002 + A1:2008); Deutsche Fassung EN 60335-2-56:2003 + A1:2008 |
| DIN EN 60335-2-58         | VDE 0700-58                       | 2016-07 | Sicherheit elektrischer Geräte für den Hausgebrauch und ähnliche Zwecke - Teil 2-58: Besondere Anforderungen für elektrische Spülmaschinen für den gewerblichen Gebrauch - (IEC 60335-2-58:2002, modifiziert + A1:2008 + A2:2015); Deutsche Fassung EN 60335-2-58:2005 + Cor.:2007 + A1:2008 + A11:2010 + A2:2015 + A12:2016 |
| DIN EN 60335-2-59         | VDE 0700-59                       | 2010-07 | Sicherheit elektrischer Geräte für den Hausgebrauch und ähnliche Zwecke -Teil 2-59: Besondere Anforderungen für Insektenvernichter - (IEC 60335-2-59:2002, modifiziert + A1:2006 + A2:2009); Deutsche Fassung EN 60335-2-59:2003 + A1:2006 + A2:2009 |
| DIN EN 60335-2-59         | VDE 0700-59 Berichtigung 1        | 2016-03 | Berichtigung zu DIN EN 60335-2-59 (VDE 0700-59):2010-07 |
| DIN EN 60335-2-60         | VDE 0700-60 Beiblatt 1            | 2016-06 | Sicherheit elektrischer Geräte für den Hausgebrauch und ähnliche Zwecke -Teil 2-60: Besondere Anforderungen für Sprudelbadgeräte und Sprudelbäder; Beiblatt 1: Interpretationen zu DIN EN 60335-2-60 (VDE 0700-60) |
| DIN EN 60335-2-60         | VDE 0700-60                       | 2010-11 | Sicherheit elektrischer Geräte für den Hausgebrauch und ähnliche Zwecke -Teil 2-60: Besondere Anforderungen für Sprudelbadgeräte und Sprudelbäder - (IEC 60335-2-60:2002 + A1:2004 + A2:2008); Deutsche Fassung EN 60335-2-60:2003 + A1:2005 + A2:2008 + A11:2010 + A12:2010 |
| DIN EN 60335-2-61         | VDE 0700-61 Beiblatt 1            | 2016-06 | Sicherheit elektrischer Geräte für den Hausgebrauch und ähnliche Zwecke -Teil 2-61: Besondere Anforderungen für Speicherheizgeräte; Beiblatt 1: Interpretationen zu DIN EN 60335-2-61 (VDE 0700-61) |
| DIN EN 60335-2-61         | VDE 0700-61                       | 2009-05 | Sicherheit elektrischer Geräte für den Hausgebrauch und ähnliche Zwecke -Teil 2-61: Besondere Anforderungen für Speicherheizgeräte - (IEC 60335-2-61:2002 + A1:2005 + A2:2008); Deutsche Fassung EN 60335-2-61:2003 + A1:2005 + A2:2008 |
| DIN EN 60335-2-62         | VDE 0700-62                       | 2008-12 | Sicherheit elektrischer Geräte für den Hausgebrauch und ähnliche Zwecke - Teil 2-62: Besondere Anforderungen für elektrische Spülbecken für den gewerblichen Gebrauch - (IEC 60335-2-62:2002 + A1:2008); Deutsche Fassung EN 60335-2-62:2003 + Corrigendum 2007 + A1:2008 |
| DIN EN 60335-2-64         | VDE 0700-64                       | 2001-02 | Sicherheit elektrischer Geräte für den Hausgebrauch und ähnliche Zwecke - Teil 2-64: Besondere Anforderungen für elektrische Küchenmaschinen für den gewerblichen Gebrauch - (IEC 60335-2-64:1997, modifiziert); Deutsche Fassung EN 60335-2-64:2000 |
| DIN EN 60335-2-64/A1      | VDE 0700-64/A1                    | 2004-02 | Sicherheit elektrischer Geräte für den Hausgebrauch und ähnliche Zwecke - Teil 2-64: Besondere Anforderungen für elektrische Küchenmaschinen für den gewerblichen Gebrauch - (IEC 60335-2-64:1997/A1:2000, modifiziert); Deutsche Fassung EN 60335-264:2000/A1:2002 |
| DIN EN 60335-2-65         | VDE 0700-65 Beiblatt 1            | 2016-06 | Sicherheit elektrischer Geräte für den Hausgebrauch und ähnliche Zwecke -Teil 2-65: Besondere Anforderungen für Luftreinigungsgeräte; Beiblatt 1: Interpretationen zu DIN EN 60335-2-65 (VDE 0700-65) |
| DIN EN 60335-2-65         | VDE 0700-65                       | 2013-02 | Sicherheit elektrischer Geräte für den Hausgebrauch und ähnliche Zwecke -Teil 2-65: Besondere Anforderungen für Luftreinigungsgeräte - (IEC 60335-2-65:2002 + Cor.:2004 + A1:2008); Deutsche Fassung EN 60335-2-65:2003 + A1:2008 + A11:2012 |
| DIN EN 60335-2-66         | VDE 0700-66                       | 2012-08 | Sicherheit elektrischer Geräte für den Hausgebrauch und ähnliche Zwecke - Teil 2-66: Besondere Anforderungen für Wasserbett-Beheizungen - (IEC 60335-2-66:2002 + Cor.:2004 + A1:2008 + A2:2011); Deutsche Fassung EN 60335-2-66:2003 + A1:2008 + A2:2012 |
| DIN EN 60335-2-67         | VDE 0700-67                       | 2014-09 | Sicherheit elektrischer Geräte für den Hausgebrauch und ähnliche Zwecke -Teil 2-67: Besondere Anforderungen für Bodenbehandlungsmaschinen für den gewerblichen Gebrauch - (IEC 60335-2-67:2012, modifiziert); Deutsche Fassung EN 60335-2-67:2012 |
| DIN EN 60335-2-68         | VDE 0700-68                       | 2015-02 | Sicherheit elektrischer Geräte für den Hausgebrauch und ähnliche Zwecke -Teil 2-68: Besondere Anforderungen für Sprühextraktionsmaschinen für den gewerblichen Gebrauch - (IEC 60335-2-68:2012, modifiziert); Deutsche Fassung EN 60335-268:2012 |
| DIN EN 60335-2-69         | VDE 0700-69                       | 2015-07 | Sicherheit elektrischer Geräte für den Hausgebrauch und ähnliche Zwecke - Teil 2-69: Besondere Anforderungen für Staub- und Wassersauger für den gewerblichen Gebrauch - (IEC 60335-2-69:2012, modifiziert); Deutsche Fassung EN 60335-2-69:2012 |
| DIN EN 60335-2-70         | VDE 0700-70                       | 2008-01 | Sicherheit elektrischer Geräte für den Hausgebrauch und ähnliche Zwecke -Teil 2-70: Besondere Anforderungen für Melkmaschinen - (IEC 60335-2-70:2002 + A1:2007); Deutsche Fassung EN 60335-2-70:2002 + A1:2007 |
| DIN EN 60335-2-71         | VDE 0700-71 Beiblatt 1            | 2016-06 | Sicherheit elektrischer Geräte für den Hausgebrauch und ähnliche Zwecke -Teil 2-71: Besondere Anforderungen für Elektrowärmegeräte für Tieraufzucht und Tierhaltung; Beiblatt 1: Interpretationen zu DIN EN 60335-2-71 (VDE 0700-71) |
| DIN EN 60335-2-71         | VDE 0700-71                       | 2008-01 | Sicherheit elektrischer Geräte für den Hausgebrauch und ähnliche Zwecke -Teil 2-71: Besondere Anforderungen für Elektrowärmegeräte für Tieraufzucht und Tierhaltung - (IEC 60335-2-71:2002, modifiziert + A1:2007); Deutsche Fassung EN 60335-2-71:2003 + A1:2007 |
| DIN EN 60335-2-72         | VDE 0700-72                       | 2014-09 | Sicherheit elektrischer Geräte für den Hausgebrauch und ähnliche Zwecke -Teil 2-72: Besondere Anforderungen für Bodenbehandlungsmaschinen, mit oder ohne Fahrantrieb, für den gewerblichen Gebrauch - (IEC 60335-2-72:2012, modifiziert); Deutsche Fassung EN 60335-2-72:2012 |
| DIN EN 60335-2-73         | VDE 0700-73                       | 2010-07 | Sicherheit elektrischer Geräte für den Hausgebrauch und ähnliche Zwecke - Teil 2-73: Besondere Anforderungen für ortsfeste Heizeinsätze - (IEC 60335-2-73:2002, modifiziert + A1:2006 + A2:2009); Deutsche Fassung EN 60335-2-73:2003 + A1:2006 + A2:2009 |
| DIN EN 60335-2-74         | VDE 0700-74                       | 2010-07 | Sicherheit elektrischer Geräte für den Hausgebrauch und ähnliche Zwecke -Teil 2-74: Besondere Anforderungen für ortsveränderliche Tauchheizgeräte - (IEC 60335-2-74:2002 + A1:2006 + A2:2009); Deutsche Fassung EN 60335-2-74:2003 + A1:2006 + A2:2009 |
| DIN EN 60335-2-75         | VDE 0700-75 Beiblatt 1            | 2016-06 | Sicherheit elektrischer Geräte für den Hausgebrauch und ähnliche Zwecke -Teil 2-75: Besondere Anforderungen für Ausgabegeräte und Warenautomaten für den gewerblichen Gebrauch; Beiblatt 1: Interpretationen zu DIN EN 60335-2-75 (VDE 0700-75) |
| DIN EN 60335-2-75         | VDE 0700-75                       | 2010-11 | Sicherheit elektrischer Geräte für den Hausgebrauch und ähnliche Zwecke -Teil 2-75: Besondere Anforderungen für Ausgabegeräte und Warenautomaten für den gewerblichen Gebrauch - (IEC 60335-2-75:2002, modifiziert + A1:2004 + A2:2008); Deutsche Fassung EN 60335-2-75:2004 + A1:2005 + A11:2006 + A2:2008 + A12:2010 |
| DIN EN 60335-2-76         | VDE 0700-76 Beiblatt 1            | 2016-06 | Sicherheit elektrischer Geräte für den Hausgebrauch und ähnliche Zwecke -Teil 2-76: Besondere Anforderungen für Elektrozaungeräte; Beiblatt 1: Interpretationen zu DIN EN 60335-2-76 (VDE 0700-76) |
| DIN EN 60335-2-76         | VDE 0700-76                       | 2015-08 | Sicherheit elektrischer Geräte für den Hausgebrauch und ähnliche Zwecke -Teil 2-76: Besondere Anforderungen für Elektrozaungeräte - (IEC 60335-2-76:2002, modifiziert + A1:2006 + Cor.:2013 + A2:2013, modifiziert); Deutsche Fassung EN 60335-2-76:2005 + A1:2006 + A11:2008 + A12:2010 + A2:2015 |
| DIN EN 60335-2-77         | VDE 0700-77                       | 2011-09 | Sicherheit elektrischer Geräte für den Hausgebrauch und ähnliche Zwecke -Teil 2-77: Besondere Anforderungen für handgeführte elektrisch betriebene Rasenmäher - (IEC 60335-2-77:2002, modifiziert); Deutsche Fassung EN 60335-2-77:2010 |
| DIN EN 60335-2-78         | VDE 0700-78                       | 2009-02 | Sicherheit elektrischer Geräte für den Hausgebrauch und ähnliche Zwecke - Teil 2-78: Besondere Anforderungen für Barbecue-Grillgeräte zur Verwendung im Freien - (IEC 60335-2-78:2002 + A1:2008); Deutsche Fassung EN 60335-2-78:2003 + A1:2008 |
| DIN EN 60335-2-79         | VDE 0700-79                       | 2015-02 | Sicherheit elektrischer Geräte für den Hausgebrauch und ähnliche Zwecke -Teil 2-79: Besondere Anforderungen für Hochdruckreiniger und Dampfreiniger - (IEC 60335-2-79:2012, modifiziert); Deutsche Fassung EN 60335-2-79:2012 |
| DIN EN 60335-2-80         | VDE 0700-80                       | 2009-10 | Sicherheit elektrischer Geräte für den Hausgebrauch und ähnliche Zwecke -Teil 2-80: Besondere Anforderungen für Ventilatoren - (IEC 60335-2-80:2002 + A1:2004 + A2:2008); Deutsche Fassung EN 60335-2-80:2003 + A1:2004 + A2:2009 |
| DIN EN 60335-2-80         | VDE 0700-80 Berichtigung 1        | 2013-03 | Berichtigung zu DIN EN 60335-2-80 (VDE 0700-80):2009-10 |
| DIN EN 60335-2-81         | VDE 0700-81                       | 2012-08 | Sicherheit elektrischer Geräte für den Hausgebrauch und ähnliche Zwecke - Teil 2-81: Besondere Anforderungen für Fußwärmer und Heizmatten - (IEC 60335-2-81:2002 + A1:2007 + A2:2011); Deutsche Fassung EN 60335-2-81:2003 + A1:2007 + A2:2012 |
| DIN EN 60335-2-81         | VDE 0700-81 Berichtigung 1        | 2013-10 | Berichtigung zu DIN EN 60335-2-81 (VDE 0700-81):2012-08 |
| DIN EN 60335-2-82         | VDE 0700-82 Beiblatt 1            | 2016-06 | Sicherheit elektrischer Geräte für den Hausgebrauch und ähnliche Zwecke -Teil 2-82: Besondere Anforderungen für Dienstleistungs- und Unterhaltungsautomaten; Beiblatt 1: Interpretationen zu DIN EN 60335-2-82 (VDE 0700-82) |
| DIN EN 60335-2-82         | VDE 0700-82                       | 2009-02 | Sicherheit elektrischer Geräte für den Hausgebrauch und ähnliche Zwecke -Teil 2-82: Besondere Anforderungen für Dienstleistungs- und Unterhaltungsautomaten - (IEC 60335-2-82:2002 + A1:2008); Deutsche Fassung EN 60335-2-82:2003 + A1:2008 |
| DIN EN 60335-2-83         | VDE 0700-83                       | 2009-02 | Sicherheit elektrischer Geräte für den Hausgebrauch und ähnliche Zwecke - Teil 2-83: Besondere Anforderungen für beheizbare Dachabläufe - (IEC 60335-2-83:2001 + A1:2008); Deutsche Fassung EN 60335-2-83:2002 + A1:2008 |
| DIN EN 60335-2-84         | VDE 0700-84                       | 2009-02 | Sicherheit elektrischer Geräte für den Hausgebrauch und ähnliche Zwecke - Teil 2-84: Besondere Anforderungen für Toiletten - (IEC 60335-2-84:2002 + Corrigendum:2003 + A1:2008); Deutsche Fassung EN 60335-2-84:2003 + A1:2008 |
| DIN EN 60335-2-85         | VDE 0700-85                       | 2009-02 | Sicherheit elektrischer Geräte für den Hausgebrauch und ähnliche Zwecke -Teil 2-85: Besondere Anforderungen für Dampfgeräte für Stoffe - (IEC 60335-2-85:2002 + A1:2008); Deutsche Fassung EN 60335-2-85:2003 + A1:2008 |
| DIN EN 60335-2-87         | VDE 0700-87                       | 2008-01 | Sicherheit elektrischer Geräte für den Hausgebrauch und ähnliche Zwecke - Teil 2-87: Besondere Anforderungen für elektrische Tierbetäubungsgeräte - (IEC 60335-2-87:2002 + A1:2007); Deutsche Fassung EN 60335-2-87:2002 + A1:2007 |
| DIN EN 60335-2-88         | VDE 0700-88                       | 2003-09 | Sicherheit elektrischer Geräte für den Hausgebrauch und ähnliche Zwecke - Teil 2-88: Besondere Anforderungen für elektrische Luftbefeuchter, die zur Verwendung mit Heiz-, Lüftungs- oder Klimaanlagen bestimmt sind - (IEC 60335-2-88:2002); Deutsche Fassung EN 60335-2-88:2002 |
| DIN EN 60335-2-89         | VDE 0700-89 Beiblatt 1            | 2016-06 | Sicherheit elektrischer Geräte für den Hausgebrauch und ähnliche Zwecke - Teil 2-89: Besondere Anforderungen für gewerbliche Kühl-/Gefriergeräte mit eingebautem oder getrenntem Verflüssigersatz oder Motorverdichter; Beiblatt 1: Interpretationen zu DIN EN 60335-2-89 (VDE 0700-89) |
| DIN EN 60335-2-89         | VDE 0700-89                       | 2010-12 | Sicherheit elektrischer Geräte für den Hausgebrauch und ähnliche Zwecke - Teil 2-89: Besondere Anforderungen für gewerbliche Kühl-/Gefriergeräte mit eingebautem oder getrenntem Verflüssigersatz oder Motorverdichter - (IEC 60335-2-89:2010); Deutsche Fassung EN 60335-2-89:2010 |
| DIN EN 60335-2-90         | VDE 0700-90                       | 2011-05 | Sicherheit elektrischer Geräte für den Hausgebrauch und ähnliche Zwecke - Teil 2-90: Besondere Anforderungen für gewerbliche Mikrowellenkochgeräte - (IEC 60335-2-90:2006 + A1:2010); Deutsche Fassung EN 60335-2-90:2006 + A1:2010 |
| DIN EN 50636-2-91         | VDE 0700-91                       | 2014-11 | Sicherheit elektrischer Geräte für den Hausgebrauch und ähnliche Zwecke -Teil 2-91: Besondere Anforderungen für handgeführte Rasentrimmer und Rasenkantenschneider; - Deutsche Fassung EN 50636-2-91:2014 |
| DIN EN 50636-2-92         | VDE 0700-92                       | 2014-11 | Sicherheit elektrischer Geräte für den Hausgebrauch und ähnliche Zwecke -Teil 2-92: Besondere Anforderungen für handgeführte netzbetriebene Rasen-Vertikutierer und Rasen-Lüfter; - Deutsche Fassung EN 50636-2-92:2014 |
| DIN EN 50434              | VDE 0700-93                       | 2015-03 | Sicherheit elektrischer Geräte für den Hausgebrauch und ähnliche Zwecke - Besondere Anforderungen für netzbetriebene Schredder, Häcksler und Zerkleinerer; - Deutsche Fassung EN 50434:2014 |
| DIN EN 50636-2-94         | VDE 0700-94                       | 2014-11 | Sicherheit elektrischer Geräte für den Hausgebrauch und ähnliche Zwecke - Teil 2-94: Besondere Anforderungen für Grasscheren mit Scherblättern; - Deutsche Fassung EN 50636-2-94:2014 |
| DIN EN 60335-2-95         | VDE 0700-95                       | 2005-11 | Sicherheit elektrischer Geräte für den Hausgebrauch und ähnliche Zwecke - Teil 2-95: Besondere Anforderungen für Antriebe von Garagentoren mit Senkrechtbewegung zur Verwendung im Wohnbereich - (IEC 60335-2-95:2002, modifiziert); Deutsche Fassung EN 60335-2-95:2004 |
| DIN EN 60335-2-96         | VDE 0700-96                       | 2009-06 | Sicherheit elektrischer Geräte für den Hausgebrauch und ähnliche Zwecke -Teil 2-96: Besondere Anforderungen an Flächenheizelemente - (IEC 60335-2-96:2002 + A1:2003 + Corrigendum:2003 + A2:2008); Deutsche Fassung EN 60335-296:2002 + A1:2004 + A2:2009 |
| DIN EN 60335-2-97         | VDE 0700-97                       | 2010-07 | Sicherheit elektrischer Geräte für den Hausgebrauch und ähnliche Zwecke - Teil 2-97: Besondere Anforderungen für Rollläden, Markisen, Jalousien und ähnliche Einrichtungen - (IEC 60335-2-97:2002, modifiziert + A1:2004, modifiziert + A2:2008, modifiziert); Deutsche Fassung EN 60335-2-97:2006 + A11:2008 + A2:2010 |
| DIN EN 60335-2-98         | VDE 0700-98                       | 2009-04 | Sicherheit elektrischer Geräte für den Hausgebrauch und ähnliche Zwecke -Teil 2-98: Besondere Anforderungen für Luftbefeuchter - (IEC 60335-2-98:2002 + A1:2004 + A2:2008); Deutsche Fassung EN 60335-2-98:2003 + A1:2005 + A2:2008 |
| DIN EN 60335-2-99         | VDE 0700-99                       | 2004-04 | Sicherheit elektrischer Geräte für den Hausgebrauch und ähnliche Zwecke - Teil 2-99: Besondere Anforderungen für elektrische Dunstabzugshauben für den gewerblichen Gebrauch - (IEC 60335-2-99:2003); Deutsche Fassung EN 60335-2-99:2003 |
| DIN EN 50636-2-100        | VDE 0700-100                      | 2014-11 | Sicherheit elektrischer Geräte für den Hausgebrauch und ähnliche Zwecke -Teil 2-100: Besondere Anforderungen für handgehaltene netzbetriebene Laubgebläse und/oder -sauger; - Deutsche Fassung EN 50636-2-100:2014 |
| DIN EN 60335-2-101        | VDE 0700-101                      | 2009-02 | Sicherheit elektrischer Geräte für den Hausgebrauch und ähnliche Zwecke -Teil 2-101: Besondere Anforderungen für Verdampfergeräte - (IEC 60335-2-101:2002 + A1:2008); Deutsche Fassung EN 60335-2-101:2002 + A1:2008 |
| DIN EN 60335-2-102        | VDE 0700-102                      | 2010-07 | Sicherheit elektrischer Geräte für den Hausgebrauch und ähnliche Zwecke - Teil 2-102: Besondere Anforderungen für Gas-, Öl- und Festbrennstoffgeräte mit elektrischen Anschlüssen - (IEC 60335-2-102:2004, modifiziert + A1:2008, modifiziert); Deutsche Fassung EN 60335-2-102:2006 + A1:2010 |
| DIN EN 60335-2-103        | VDE 0700-103                      | 2016-05 | Sicherheit elektrischer Geräte für den Hausgebrauch und ähnliche Zwecke - Teil 2-103: Besondere Anforderungen für Antriebe für Tore, Türen und Fenster - (IEC 60335-2-103:2006, modifiziert + A1:2010, modifiziert); Deutsche Fassung EN 60335-2-103:2015 |
| DIN EN 60335-2-105        | VDE 0700-105                      | 2010-07 | Sicherheit elektrischer Geräte für den Hausgebrauch und ähnliche Zwecke -Teil 2-105: Besondere Anforderungen für multifunktionelle Duscheinrichtungen - (IEC 60335-2-105:2004 + A1:2008); Deutsche Fassung EN 60335-2-105:2005 + A1:2008 + A11:2010 |
| DIN EN 60335-2-106        | VDE 0700-106                      | 2008-02 | Sicherheit elektrischer Geräte für den Hausgebrauch und ähnliche Zwecke - Teil 2-106: Besondere Anforderungen für beheizte Teppiche und für Heizsysteme zur Raumheizung unter abnehmbaren Fußbodenbelägen - (IEC 60335-2-106:2007 + Corrigendum 1:2007); Deutsche Fassung EN 60335-2-106:2007 |
| DIN EN 50636-2-107        | VDE 0700-107                      | 2016-02 | Sicherheit elektrischer Geräte für den Hausgebrauch und ähnliche Zwecke -Teil 2-107: Besondere Anforderungen für batteriebetriebene Roboter-Rasenmäher - (IEC 60335-2-107:2012, modifiziert); Deutsche Fassung EN 50636-2-107:2015 |
| DIN EN 60335-2-108        | VDE 0700-108                      | 2009-02 | Sicherheit elektrischer Geräte für den Hausgebrauch und ähnliche Zwecke -Teil 2-108: Besondere Anforderungen für Elektrolysatoren - (IEC 60335-2-108:2008, modifiziert); Deutsche Fassung EN 60335-2-108:2008 |
| DIN EN 60335-2-109        | VDE 0700-109                      | 2011-03 | Sicherheit elektrischer Geräte für den Hausgebrauch und ähnliche Zwecke - Teil 2-109: Besondere Anforderungen für Geräte zur Wasserbehandlung durch UV-Strahlung - (IEC 60335-2-109:2010); Deutsche Fassung EN 60335-2-109:2010 |
| DIN EN 60335-2-109        | VDE 0700-109 Berichtigung 1       | 2012-09 | Berichtigung zu DIN EN 60335-2-109 (VDE 0700-109):2011-03 |
| DIN VDE 0700-201          | VDE 0700-201                      | 2006-06 | Sicherheit elektrischer Geräte für den Hausgebrauch und ähnliche Zwecke - Teil 201: Zentralspeicher für Warmwasserheizung und für Luftheizung |
| DIN 57700-209             | VDE 0700-209                      | 1984-03 | Sicherheit elektrischer Geräte für den Hausgebrauch und ähnliche Zwecke - Geräte zum Spielen und Lernen |
| DIN EN 62115              | VDE 0700-210                      | 2016-06 | Elektrische Spielzeuge - Sicherheit - (IEC 62115:2003 + A1:2004, modifiziert + A2:2010, modifiziert); Deutsche Fassung EN 62115:2005 + A2:2011 + A11:2012 + A12:2015 |
| DIN VDE 0700-220          | VDE 0700-220                      | 1992-11 | Sicherheit elektrischer Geräte für den Hausgebrauch und ähnliche Zwecke - Ventilatoren und zugehörige Steuereinheiten zur Verwendung auf Schiffen; - Deutsche Fassung HD 280.2 S1:1990 |
| DIN EN 50408              | VDE 0700-230                      | 2012-03 | Sicherheit elektrischer Geräte für den Hausgebrauch und ähnliche Zwecke - Besondere Anforderungen für Fahrzeugkabinenheizungen; - Deutsche Fassung EN 50408:2008 + A1:2011 |
| DIN VDE 0700-244          | VDE 0700-244                      | 1987-05 | Sicherheit elektrischer Geräte für den Hausgebrauch und ähnliche Zwecke - Glüh- und Brennöfen |
| DIN 57700-245             | VDE 0700-245                      | 1984-08 | Sicherheit elektrischer Geräte für den Hausgebrauch und ähnliche Zwecke - Nebelgeräte |
| DIN VDE 0700-253          | VDE 0700-253                      | 2004-06 | Sicherheit elektrischer Geräte für den Hausgebrauch und ähnliche Zwecke - Teil 253: Besondere Anforderungen für ortsfeste Heizeinsätze zur Verwendung in geschlossenen Systemen |
| DIN EN 62233              | VDE 0700-366                      | 2008-11 | Verfahren zur Messung der elektromagnetischen Felder von Haushaltsgeräten und ähnlichen Elektrogeräten im Hinblick auf die Sicherheit von Personen in elektromagnetischen Feldern - (IEC 62233:2005, modifiziert); Deutsche Fassung EN 62233:2008 |
| DIN EN 62233              | VDE 0700-366 Berichtigung 1       | 2009-04 | Berichtigung zu DIN EN 62233 (VDE 0700-366):2008-11 |
| DIN EN 50410              | VDE 0700-410                      | 2008-12 | Sicherheit elektrischer Geräte für den Hausgebrauch und ähnliche Zwecke -Besondere Anforderungen für Geräte für Dekorationszwecke; - Deutsche Fassung EN 50410:2008 |
| DIN EN 50416              | VDE 0700-416                      | 2005-11 | Sicherheit elektrischer Geräte für den Hausgebrauch und ähnliche Zwecke - Besondere Anforderungen für Transportspülmaschinen für den gewerblichen Gebrauch; - Deutsche Fassung EN 50416:2005 |
| DIN EN 50106              | VDE 0700-500                      | 2009-05 | Sicherheit elektrischer Geräte für den Hausgebrauch und ähnliche Zwecke - Besondere Regeln für Stückprüfungen von Geräten im Anwendungsbereich der EN 60335-1; - Deutsche Fassung EN 50106:2008 |
| DIN EN 50569              | VDE 0700-569                      | 2015-07 | Sicherheit elektrischer Geräte für den Hausgebrauch und ähnliche Zwecke -Besondere Anforderungen für elektrische Wäscheschleudern für den gewerblichen Gebrauch; - Deutsche Fassung EN 50569:2013 |
| DIN EN 50570              | VDE 0700-570                      | 2014-12 | Sicherheit elektrischer Geräte für den Hausgebrauch und ähnliche Zwecke -Besondere Anforderungen für elektrische Trommeltrockner für den gewerblichen Gebrauch; - Deutsche Fassung EN 50570:2013 |
| DIN EN 50571              | VDE 0700-571                      | 2014-12 | Sicherheit elektrischer Geräte für den Hausgebrauch und ähnliche Zwecke -Besondere Anforderungen für elektrische Waschmaschinen für den gewerblichen Gebrauch; - Deutsche Fassung EN 50571:2013 |
| DIN EN 61770              | VDE 0700-600                      | 2010-05 | Elektrische Geräte zum Anschluss an die Wasserversorgungsanlage - Vermeidung von Rücksaugung und des Versagens von Schlauchsätzen - (IEC 61770:2008); Deutsche Fassung EN 61770:2009 |
| DIN EN 50615              | VDE 0700-615                      | 2015-12 | Prüfungen für Vorrichtungen zur Feuervermeidung und Feuerlöschung auf Kochmulden; - Deutsche Fassung EN 50615:2015 |
| DIN CLC/TR 50417          | VDE 0700-700                      | 2015-10 | Sicherheit elektrischer Geräte für den Hausgebrauch und ähnliche Zwecke - Auslegungen zu Europäischen Normen der Reihe EN 60335; - Deutsche Fassung CLC/TR 50417:2014 |
| DIN EN 50678              | VDE 0701                          | 2021-02 | Allgemeines Verfahren zur Überprüfung der Wirksamkeit der Schutzmaßnahmen von Elektrogeräten nach Reparatur, ehemals VDE 701-702 |
| DIN EN 50699              | VDE 0702                          | 2021-06 | Wiederholungsprüfung für elektrische Geräte, ehemals VDE 701-702 |
| DIN EN 50193-1            | VDE 0705-193-1                    | 2013-11 | Elektro-Durchfluss-Wassererwärmer - Teil 1: Allgemeine Anforderungen; - Deutsche Fassung EN 50193-1:2013 |
| DIN EN 50229              | VDE 0705-229                      | 2016-07 | Elektrische Wasch-Trockner für den Hausgebrauch - Prüfverfahren zur Bestimmung der Gebrauchseigenschaften; - Deutsche Fassung EN 50229:2015 + AC:2016 |
| DIN EN 60299              | VDE 0705-299                      | 2015-04 | Elektrische Haushalt-Wärmeunterbetten/Wärmezudecken - Prüfverfahren zur Bestimmung der Gebrauchseigenschaften - (IEC 60299:2014); Deutsche Fassung EN 60299:2014 |
| DIN EN 60312-1            | VDE 0705-312-1                    | 2014-01 | Staubsauger für den Hausgebrauch - Teil 1: Trockensauger - Prüfverfahren zur Bestimmung der Gebrauchseigenschaften - (IEC 60312-1:2010, modifiziert + A1:2011, modifiziert); Deutsche Fassung EN 60312-1:2013 |
| DIN EN 60350-1            | VDE 0705-350-1                    | 2014-04 | Elektrische Kochgeräte für den Hausgebrauch - Teil 1: Herde, Backöfen, Dampfgarer und Grills – Verfahren zur Messung der Gebrauchseigenschaften - (IEC 60350-1:2011, modifiziert + corrigendum Feb. 2012); Deutsche Fassung EN 60350-1:2013 |
| DIN EN 60350-2            | VDE 0705-350-2                    | 2015-11 | Elektrische Kochgeräte für den Hausgebrauch - Teil 2: Kochfelder – Verfahren zur Messung der Gebrauchseigenschaften - (IEC 60350-2:2011, modifiziert); Deutsche Fassung EN 60350-2:2013 + A11:2014, mit CD-ROM |
| DIN EN 50440              | VDE 0705-379                      | 2016-07 | Effizienz von elektrischen Warmwasserspeichern für den Hausgebrauch und Prüfverfahren; - Deutsche Fassung EN 50440:2015 |
| DIN EN 50242/DIN EN 60436 | VDE 0705-436                      | 2013-08 | Elektrische Geschirrspüler für den Hausgebrauch - Messverfahren für Gebrauchseigenschaften - (IEC 60436:2004, modifiziert + A1:2009, modifiziert + A2:2012, modifiziert); Deutsche Fassung EN 50242/EN 60436:2008 + EN 50242:2008/A11:2012 |
| DIN EN 60456              | VDE 0705-456                      | 2012-03 | Waschmaschinen für den Hausgebrauch - Verfahren zur Messung der Gebrauchseigenschaften - (IEC 60456:2010, modifiziert); Deutsche Fassung EN 60456:2011 + AC:2011 |
| DIN EN 50559              | VDE 0705-559                      | 2013-12 | Elektrische Raumheizung, Fußbodenheizung, Charakteristika der Gebrauchstauglichkeit – Definitionen, Prüfverfahren, Dimensionierung und Formelzeichen; - Deutsche Fassung EN 50559:2013 |
| DIN EN 50597              | VDE 0705-597                      | 2016-05 | Energieverbrauch von Verkaufsautomaten; - Deutsche Fassung EN 50597:2015 |
| DIN EN 60661              | VDE 0705-661                      | 2015-01 | Verfahren zur Messung der Gebrauchseigenschaften elektrischer Haushalt-Kaffeebereiter - (IEC 60661:1999, modifiziert + A1:2003, modifiziert + A2:2005, modifiziert); Deutsche Fassung EN 60661:2014 |
| DIN EN 60705              | VDE 0705-705                      | 2015-11 | Mikrowellengeräte für den Hausgebrauch und ähnliche Zwecke - Verfahren zur Messung der Gebrauchstauglichkeit - (IEC 60705:2010 + A1:2014); Deutsche Fassung EN 60705:2015, mit CD-ROM |
| DIN EN 61121              | VDE 0705-1121                     | 2013-12 | Wäschetrockner für den Hausgebrauch - Verfahren zur Messung der Gebrauchseigenschaften - (IEC 61121:2012, modifiziert); Deutsche Fassung EN 61121:2013 |
| DIN EN 61255              | VDE 0705-1255                     | 2015-03 | Elektrische Haushalt-Heizkissen - Prüfverfahren zur Bestimmung der Gebrauchseigenschaften - (IEC 61255:2014); Deutsche Fassung EN 61255:2014 |
| DIN EN 61591              | VDE 0705-1591                     | 2016-03 | Haushalt-Dunstabzugshauben und andere Absauger für Kochdünste - Verfahren zur Messung der Gebrauchseigenschaft - (IEC 61591:1997 + A1:2005 + A2:2010); Deutsche Fassung EN 61591:1997 + A1:2006 + A2:2011 + A11:2014 + A12:2015 |
| DIN EN 50564              | VDE 0705-2301                     | 2011-12 | Elektrische und elektronische Haushalts- und Bürogeräte - Messung niedriger Leistungsaufnahmen - (IEC 62301:2011, modifiziert); Deutsche Fassung EN 50564:2011 |
| DIN EN 62552              | VDE 0705-2552                     | 2013-10 | Haushalt-Kühl-/Gefriergeräte - Eigenschaften und Prüfverfahren - (IEC 62552:2007, modifiziert + corrigendum Mar. 2008); Deutsche Fassung EN 62552:2013 |
| DIN EN 62826              | VDE 0705-2826                     | 2015-06 | Oberflächenreinigungsgeräte - Bodenbehandlungsmaschinen mit oder ohne Fahrantrieb für den gewerblichen Gebrauch – Prüfverfahren zur Bestimmung der Gebrauchseigenschaften - (IEC 62826:2014); Deutsche Fassung EN 62826:2014 |
| DIN EN 62885-3            | VDE 0705-2885-3                   | 2015-10 | Geräte zur Oberflächenreinigung - Teil 3: Nassreinigungsgeräte für Teppiche – Verfahren zur Messung der Gebrauchseigenschaften - (IEC 62885-3:2014); Deutsche Fassung EN 62885-3:2015 |
| DIN EN 62929              | VDE 0705-2929                     | 2015-05 | Reinigungsroboter für den Hausgebrauch - Trockenreinigung: Verfahren zur Messung der Gebrauchseigenschaften - (IEC 62929:2014); Deutsche Fassung EN 62929:2014 |
| DIN VDE 0710-11           | VDE 0710-11                       | 1968-05 | Leuchten mit Betriebsspannungen unter 1 000 V - Sondervorschriften für Einbausignalleuchten |
| DIN 57710-13              | VDE 0710-13                       | 1981-05 | Leuchten mit Betriebsspannungen unter 1000 V - Ballwurfsichere Leuchten |
| DIN 57710-14              | VDE 0710-14                       | 1982-04 | Leuchten mit Betriebsspannungen unter 1000 V - Leuchten zum Einbau in Möbel |
| DIN EN 60598-1            | VDE 0711-1                        | 2015-10 | Leuchten - Teil 1: Allgemeine Anforderungen und Prüfungen - (IEC 60598-1:2014, modifiziert); Deutsche Fassung EN 605981:2015 |
| DIN EN 60598-1            | VDE 0711-1 Berichtigung 1         | 2016-04 | Berichtigung zu DIN EN 60598-1 (VDE 0711-1):2015-10 |
| DIN EN 60598-2-2          | VDE 0711-2-2                      | 2012-10 | Leuchten - Teil 2-2: Besondere Anforderungen – Einbauleuchten - (IEC 60598-2-2:2011); Deutsche Fassung EN 60598-2-2:2012 |
| DIN EN 60598-2-3          | VDE 0711-2-3                      | 2011-12 | Leuchten - Teil 2-3: Besondere Anforderungen – Leuchten für Straßen- und Wegebeleuchtung - (IEC 60598-2-3:2002 + A1:2011); Deutsche Fassung EN 60598-2-3:2003 + Cor.:2005 + A1:2011 |
| DIN EN 60598-2-4          | VDE 0711-2-4                      | 1998-05 | Leuchten - Besondere Anforderungen - Ortsveränderliche Leuchten für allgemeine Zwecke - (IEC 60598-2-4:1997); Deutsche Fassung EN 60598-2-4:1997 |
| DIN EN 60598-2-5          | VDE 0711-2-5                      | 1998-11 | Leuchten - Besondere Anforderungen - Scheinwerfer - (IEC 60598-2-5:1998); Deutsche Fassung EN 60598-2-5:1998 |
| DIN EN 60598-2-5          | VDE 0711-2-5 Berichtigung 1       | 1999-08 | Berichtigung zu DIN EN 60598-2-5 (VDE 0711 Teil 2-5):1998-11 |
| DIN EN 60598-2-8          | VDE 0711-2-8                      | 2014-03 | Leuchten - Teil 2-8: Besondere Anforderungen – Handleuchten - (IEC 60598-2-8:2013); Deutsche Fassung EN 60598-2-8:2013 |
| DIN EN 60598-2-10         | VDE 0711-2-10                     | 2004-03 | Leuchten - Teil 2-10: Besondere Anforderungen - Ortsveränderliche Leuchten für Kinder - (IEC 60598-2-10:2003); Deutsche Fassung EN 60598-2-10:2003 |
| DIN EN 60598-2-10         | VDE 0711-2-10 Berichtigung 1      | 2005-11 | Berichtigungen zu DIN EN 60598-2-10 (VDE 0711-2-10):2004-03 |
| DIN EN 60598-2-11         | VDE 0711-2-11                     | 2014-04 | Leuchten - Teil 2-11: Besondere Anforderungen – Aquarienleuchten - (IEC 60598-2-11:2013); Deutsche Fassung EN 60598-211:2013 |
| DIN EN 60598-2-12         | VDE 0711-2-12                     | 2014-03 | Leuchten - Teil 2-12: Besondere Anforderungen – Netzsteckdosen-Nachtlichter - (IEC 60598-2-12:2013); Deutsche Fassung EN 60598-2-12:2013 |
| DIN EN 60598-2-13         | VDE 0711-2-13                     | 2012-10 | Leuchten - Teil 2-13: Besondere Anforderungen – Bodeneinbauleuchten - (IEC 60598-2-13:2006 + A1:2011); Deutsche Fassung EN 60598-2-13:2006 + Cor.:2006 + A1:2012 |
| DIN EN 60598-2-14         | VDE 0711-2-14                     | 2009-12 | Leuchten - Teil 2-14: Besondere Anforderungen – Leuchten für röhrenförmige Kaltkathoden-Entladungslampen (Neonröhren) und ähnliche Einrichtungen - (IEC 60598-2-14:2009); Deutsche Fassung EN 60598-2-14:2009 |
| DIN EN 60598-2-18         | VDE 0711-2-18                     | 2012-09 | Leuchten - Teil 2-18: Besondere Anforderungen – Leuchten für Schwimmbecken und ähnliche Anwendungen - (IEC 60598-218:1993, modifiziert + A1:2011); Deutsche Fassung EN 60598-2-18:1994 + Cor.:1996 + A1:2012 |
| DIN EN 60598-2-18         | VDE 0711-2-18 Berichtigung 1      | 2013-08 | Berichtigung zu DIN EN 60598-2-18 (VDE 0711-2-18):2012-09 |
| DIN EN 60598-2-19/A2      | VDE 0711-2-19/A2                  | 1999-04 | Leuchten - Besondere Anforderungen - Luftführende Leuchten (Sicherheitsanforderungen) - (IEC 60598-2-19:1981/A2:1997); Deutsche Fassung EN 60598-2-19/A2:1998 |
| DIN EN 60598-2-20         | VDE 0711-2-20                     | 2015-10 | Leuchten - Teil 2-20: Besondere Anforderungen – Lichterketten - (IEC 60598-2-20:2014); Deutsche Fassung EN 60598-2-20:2015 |
| DIN EN 60598-2-21         | VDE 0711-2-21                     | 2015-10 | Leuchten - Teil 2-21: Besondere Anforderungen – Lichtschläuche - (IEC 60598-2-21:2014); Deutsche Fassung EN 60598-221:2015 |
| DIN EN 60598-2-22         | VDE 0711-2-22                     | 2015-06 | Leuchten - Teil 2-22: Besondere Anforderungen – Leuchten für Notbeleuchtung - (IEC 60598-2-22:2014); Deutsche Fassung EN 60598-2-22:2014 |
| DIN EN 60598-2-23         | VDE 0711-2-23                     | 2001-06 | Leuchten - Besondere Anforderungen - Kleinspannungsbeleuchtungssysteme für Glühlampen - (IEC 60598-2-23:1996 + A1:2000); Deutsche Fassung EN 60598-2-23:1996 + A1:2000 |
| DIN EN 60598-2-24         | VDE 0711-2-24                     | 2014-04 | Leuchten - Teil 2-24: Besondere Anforderungen – Leuchten mit begrenzter Oberflächentemperatur - (IEC 60598-2-24:2013); Deutsche Fassung EN 60598-2-24:2013 |
| DIN EN 60598-2-25         | VDE 0711-2-25                     | 2005-07 | Leuchten - Teil 2-25: Besondere Anforderungen - Leuchten zur Verwendung in klinischen Bereichen von Krankenhäusern und Gebäuden zur Gesundheitsfürsorge - (IEC 60598-2-25:1994 + Corrigendum 1994 + A1:2004); Deutsche Fassung EN 60598-225:1994 + A1:2004 |
| DIN VDE 0711-201          | VDE 0711-201                      | 1991-09 | Leuchten - Besondere Anforderungen - Ortsfeste Leuchten für allgemeine Zwecke - (IEC 60598-2-1 (1979) - 1. Ausgabe und Änderung1 (1987)); Deutsche Fassung EN 60598-2-1:1989 |
| DIN EN 60598-2-6          | VDE 0711-206                      | 1995-10 | Leuchten - Besondere Anforderungen - Leuchten mit eingebauten Transformatoren für Glühlampen - (IEC 60598-2-6:1994) Deutsche Fassung EN 60598-2-6:1994 |
| DIN EN 60598-2-6/A1       | VDE 0711-206/A1                   | 1997-09 | Leuchten - Besondere Anforderungen - Leuchten mit eingebauten Transformatoren oder Konvertern für Glühlampen - (IEC 605982-6:1994/A1:1996); Deutsche Fassung EN 60598-2-6/A1:1997 |
| DIN VDE 0711-207          | VDE 0711-207                      | 1992-03 | Leuchten - Besondere Anforderungen - Ortsveränderliche Gartenleuchten - (IEC 60598-2-7(1982) 1. Ausgabe und Änderung 1 (1987), mod.); Deutsche Fassung EN 60598-2-7:1989 |
| DIN EN 60598-2-7/A2       | VDE 0711-207/A2                   | 1997-04 | Leuchten - Besondere Anforderungen - Ortsveränderliche Gartenleuchten - (IEC 60598-2-7:1982/A2:1994, mod.); Deutsche Fassung EN 60598-2-7/A2:1996 |
| DIN EN 60598-2-7/A2       | VDE 0711-207/A2 Berichtigung 1    | 1999-08 | Berichtigungen zu DIN EN 60598-2-7/A2 (VDE 0711 Teil 207/A2:1997-04) - CENELEC-Corrigendum zu EN 60598-27:1989/A2:1996 |
| DIN EN 60598-2-7/A13      | VDE 0711-207/A13                  | 1997-12 | Leuchten - Besondere Anforderungen - Ortsveränderliche Gartenleuchten - Deutsche Fassung EN 60598-2-7/A13:1997 |
| DIN VDE 0711-209          | VDE 0711-209                      | 1992-05 | Leuchten - Besondere Anforderungen - Photo- und Filmaufnahmeleuchten (nicht professionelle Anwendung) - (IEC 60598-29(1987) 2. Ausgabe); Deutsche Fassung EN 60598-2-9:1989 |
| DIN EN 60598-2-9/A1       | VDE 0711-209/A1                   | 1996-03 | Leuchten - Besondere Anforderungen - Photo- und Filmaufnahmeleuchten (nicht professionelle Anwendung) - (IEC 60598-29/A1:1993); Deutsche Fassung EN 60598-2-9/A1:1994 |
| DIN VDE 0711-217          | VDE 0711-217                      | 1992-07 | Leuchten - Besondere Anforderungen - Leuchten für Bühnen, Fernseh-, Film- und Photographie-Studios (außen und innen) - (IEC60598-2-17 (1984)), 1. Ausgabe und Änderung 1 (1987) und Änderung 2 (1990); Deutsche Fassung EN 60598-2-17:1989 +A2:1991 |
| DIN VDE 0711-217          | VDE 0711-217 Berichtigung 1       | 1999-10 | Berichtigungen zu DIN VDE 0711-217 (VDE 0711 Teil 217):1992-07 |
| DIN VDE 0711-219          | VDE 0711-219                      | 1992-08 | Leuchten - Besondere Anforderungen - Luftführende Leuchten (Sicherheitsanforderungen) - (IEC 60598-2-19:1981, 1. Ausgabe und Änderung 1:1987, mod.); Deutsche Fassung EN 60598-2-19:1989 |
| DIN EN 60598-2-19         | VDE 0711-219 Berichtigung 1       | 2008-10 | Berichtigungen zu DIN VDE 0711-219 (VDE 0711-219):1992-08; Deutsche Fassung CENELEC-Cor.:2005 zu EN 60598-2-19:1989 |
| DIN EN 60570              | VDE 0711-300                      | 2004-01 | Elektrische Stromschienensysteme für Leuchten - (IEC 60570:2003, modifiziert); Deutsche Fassung EN 60570:2003 |
| DIN EN 62034              | VDE 0711-400                      | 2013-02 | Automatische Prüfsysteme für batteriebetriebene Sicherheitsbeleuchtung für Rettungswege - (IEC 62034:2012); Deutsche Fassung EN 62034:2012 |
| DIN EN 62386-102          | VDE 0712-0-102                    | 2010-04 | Digital adressierbare Schnittstelle für die Beleuchtung - Teil 102: Allgemeine Anforderungen – Betriebsgeräte - (IEC 62386102:2009); Deutsche Fassung EN 62386-102:2009 |
| DIN EN 62386-101          | VDE 0712-0-101                    | 2010-04 | Digital adressierbare Schnittstelle für die Beleuchtung - Teil 101: Allgemeine Anforderungen – System - (IEC 62386-101:2009); Deutsche Fassung EN 62386-101:2009 |
| DIN EN 62386-204          | VDE 0712-0-204                    | 2010-04 | Digital adressierbare Schnittstelle für die Beleuchtung - Teil 204: Besondere Anforderungen an Betriebsgeräte – Niedervolt-Halogenlampen (Gerätetyp 3) - (IEC 62386-204:2009); Deutsche Fassung EN 62386-204:2009 |
| DIN EN 62386-201          | VDE 0712-0-201                    | 2010-04 | Digital adressierbare Schnittstelle für die Beleuchtung - Teil 201: Besondere Anforderungen an Betriebsgeräte – Leuchtstofflampen (Gerätetyp 0) - (IEC 62386-201:2009); Deutsche Fassung EN 62386-201:2009 |
| DIN EN 62386-203          | VDE 0712-0-203                    | 2010-04 | Digital adressierbare Schnittstelle für die Beleuchtung - Teil 203: Besondere Anforderungen an Betriebsgeräte – Entladungslampen (ausgenommen Leuchtstofflampen) (Gerätetyp 2) - (IEC 62386-203:2009); Deutsche Fassung EN 62386203:2009 |
| DIN EN 62386-209          | VDE 0712-0-209                    | 2012-10 | Digital adressierbare Schnittstelle für die Beleuchtung - Teil 209: Besondere Anforderungen an Betriebsgeräte – Farbsteuerung (Gerätetyp 8) - (IEC 62386-209:2011); Deutsche Fassung EN 62386-209:2011, mit CD-ROM |
| DIN EN 62386-210          | VDE 0712-0-210                    | 2012-03 | Digital adressierbare Schnittstelle für die Beleuchtung - Teil 210: Besondere Anforderungen an Betriebsgeräte – Sequenzer (Gerätetyp 9) - (IEC 62386-210:2011); Deutsche Fassung EN 62386-210:2011 |
| DIN EN 62386-208          | VDE 0712-0-208                    | 2010-05 | Digital adressierbare Schnittstelle für die Beleuchtung - Teil 208: Besondere Anforderungen an Betriebsgeräte – Schaltfunktion (Gerätetyp 7) - (IEC 62386-208:2009); Deutsche Fassung EN 62386-208:2009 |
| DIN EN 62386-207          | VDE 0712-0-207                    | 2010-05 | Digital adressierbare Schnittstelle für die Beleuchtung - Teil 207: Besondere Anforderungen an Betriebsgeräte – LED-Module (Gerätetyp 6) - (IEC 62386-207:2009); Deutsche Fassung EN 62386-207:2009 |
| DIN EN 62386-205          | VDE 0712-0-205                    | 2010-05 | Digital adressierbare Schnittstelle für die Beleuchtung - Teil 205: Besondere Anforderungen an Betriebsgeräte – Versorgungsspannungsregler für Glühlampen (Gerätetyp 4) - (IEC 62386-205:2009); Deutsche Fassung EN 62386-205:2009 |
| DIN EN 62386-202          | VDE 0712-0-202                    | 2010-04 | Digital adressierbare Schnittstelle für die Beleuchtung - Teil 202: Besondere Anforderungen an Betriebsgeräte – Notbeleuchtung mit Einzelbatterie (Gerätetyp 1) - (IEC 62386-202:2009); Deutsche Fassung EN 62386-202:2009 |
| DIN EN 62386-206          | VDE 0712-0-206                    | 2010-05 | Digital adressierbare Schnittstelle für die Beleuchtung - Teil 206: Besondere Anforderungen an Betriebsgeräte – Umwandlung des digitalen Signals in eine Gleichspannung (Gerätetyp 5) - (IEC 62386-206:2009); Deutsche Fassung EN 62386-206:2009 |
| DIN EN 62386-209          | VDE 0712-0-209 Berichtigung 1     | 2016-05 | Berichtigung zu DIN EN 62386-209 (VDE 0712-0-209):2012-10 |
| DIN EN 62733              | VDE 0712-4                        | 2016-03 | Programmierbare Bauteile von elektronischen Betriebsgeräten für Lampen - Allgemeine und Sicherheitsanforderungen - (IEC 62733:2015); Deutsche Fassung EN 62733:2015 |
| DIN EN 60921              | VDE 0712-11                       | 2007-01 | Vorschaltgeräte für röhrenförmige Leuchtstofflampen - Anforderungen an die Arbeitsweise - (IEC 60921:2004 + A1:2006); Deutsche Fassung EN 60921:2004 + A1:2006 |
| DIN EN 60923              | VDE 0712-13                       | 2007-04 | Geräte für Lampen - Vorschaltgeräte für Entladungslampen (ausgenommen röhrenförmige Leuchtstofflampen) - Anforderungen an die Arbeitsweise - (IEC 60923:2005 + A1:2006); Deutsche Fassung EN 60923:2005 + A1:2006 |
| DIN EN 60927              | VDE 0712-15                       | 2014-06 | Geräte für Lampen - Startgeräte (andere als Glimmstarter) – Anforderungen an die Arbeitsweise - (IEC 60927:2007 + A1:2013); Deutsche Fassung EN 60927:2007 + Cor.:2008 + A1:2013 |
| DIN EN 60929              | VDE 0712-23                       | 2012-05 | Wechsel- und/oder gleichstromversorgte elektronische Betriebsgeräte für röhrenförmige Leuchtstofflampen - Anforderungen an die Arbeitsweise - (IEC 60929:2011 + Cor.:2011); Deutsche Fassung EN 60929:2011 + AC:2011 |
| DIN EN 61047              | VDE 0712-25                       | 2005-02 | Gleich- oder wechselstromversorgte elektronische Konverter für Glühlampen - Anforderungen an die Arbeitsweise - (IEC 61047:2004); Deutsche Fassung EN 61047:2004 |
| DIN EN 62384              | VDE 0712-26                       | 2010-03 | Gleich- oder wechselstromversorgte elektronische Betriebsgeräte für LED-Module - Anforderungen an die Arbeitsweise - (IEC 62384:2006 + A1:2009); Deutsche Fassung EN 62384:2006 + A1:2009 |
| DIN EN 62442-3            | VDE 0712-27                       | 2015-03 | Energieeffizienz von Lampenbetriebsgeräten - Teil 3: Betriebsgeräte für Halogenlampen und LED-Module – Messverfahren zur Bestimmung des Wirkungsgrades des Betriebsgerätes - (IEC 62442-3:2014); Deutsche Fassung EN 62442-3:2014 |
| DIN EN 62442-1            | VDE 0712-28                       | 2012-10 | Energieeffizienz von Lampenbetriebsgeräten - Teil 1: Betriebsgeräte für Leuchtstofflampen – Messverfahren zur Bestimmung der Gesamteingangsleistung von Betriebsgeräteschaltungen und des Wirkungsgrades von Betriebsgeräten - (IEC 62442-1:2011); Deutsche Fassung EN 62442-1:2011 + AC:2012 |
| DIN EN 62442-2            | VDE 0712-29                       | 2015-02 | Energieeffizienz von Lampenbetriebsgeräten - Teil 2: Betriebsgeräte für Hochdruck-Entladungslampen (ausgenommen Leuchtstofflampen) – Messverfahren zur Bestimmung des Wirkungsgrades von Betriebsgeräten - (IEC 62442-2:2014); Deutsche Fassung EN 62442-2:2014 |
| DIN EN 61347-1            | VDE 0712-30                       | 2016-05 | Geräte für Lampen - Teil 1: Allgemeine und Sicherheitsanforderungen - (IEC 61347-1:2015); Deutsche Fassung EN 61347-1:2015 |
| DIN EN 61347-2-1          | VDE 0712-31                       | 2014-11 | Geräte für Lampen - Teil 2-1: Besondere Anforderungen an Startgeräte (andere als Glimmstarter) - (IEC 61347-2-1:2000 + A1:2005 + A2:2013); Deutsche Fassung EN 61347-2-1:2001 + Corrigendum Juli 2003 + A1:2006 + Corrigendum November 2006 + Corrigendum Dezember 2010 + A2:2014 |
| DIN EN 61347-2-2          | VDE 0712-32                       | 2012-11 | Geräte für Lampen - Teil 2-2: Besondere Anforderungen an gleich- oder wechselstromversorgte elektronische Konverter für Glühlampen - (IEC 61347-2-2:2011); Deutsche Fassung EN 61347-2-2:2012 |
| DIN EN 61347-2-3          | VDE 0712-33                       | 2012-05 | Geräte für Lampen - Teil 2-3: Besondere Anforderungen an wechsel- und/oder gleichstromversorgte elektronische Betriebsgeräte für Leuchtstofflampen - (IEC 61347-2-3:2011 + Cor.:2011); Deutsche Fassung EN 61347-2-3:2011 + AC:2011 |
| DIN EN 61347-2-7          | VDE 0712-37                       | 2012-11 | Geräte für Lampen - Teil 2-7: Besondere Anforderungen an batterieversorgte elektronische Betriebsgeräte für die Notbeleuchtung (mit Einzelbatterie) - (IEC 61347-2-7:2011); Deutsche Fassung EN 61347-2-7:2012 |
| DIN EN 61347-2-8          | VDE 0712-38                       | 2006-09 | Geräte für Lampen - Teil 2-8: Besondere Anforderungen an Vorschaltgeräte für Leuchtstofflampen - (IEC 61347-2-8:2000 + A1:2006); Deutsche Fassung EN 61347-2-8:2001 + Corrigendum Juli 2003 + A1:2006 |
| DIN EN 61347-2-8          | VDE 0712-38 Berichtigung 1        | 2011-04 | Berichtigung zu DIN EN 61347-2-8 (VDE 0712-38):2006-09; Deutsche Fassung CENELEC-Cor.:2010 zu EN 61347-2-8:2001 |
| DIN EN 61347-2-8          | VDE 0712-38 Berichtigung 2        | 2013-06 | Berichtigung zu DIN EN 61347-2-8 (VDE 0712-38):2006-09; (IEC-Cor.:2012 zu IEC 61347-2-8:2000/A1:2006) |
| DIN EN 61347-2-9          | VDE 0712-39                       | 2013-10 | Geräte für Lampen - Teil 2-9: Besondere Anforderungen an elektromagnetische Betriebsgeräte für Entladungslampen (ausgenommen Leuchtstofflampen) - (IEC 61347-2-9:2012); Deutsche Fassung EN 61347-2-9:2013 |
| DIN EN 61347-2-10         | VDE 0712-40                       | 2009-06 | Geräte für Lampen - Teil 2-10: Besondere Anforderungen an elektronische Wechselrichter und Konverter für Hochfrequenzbetrieb von röhrenförmigen Kaltstart-Entladungslampen (Neonröhren) - (IEC 61347-2-10:2000 + A1:2008); Deutsche Fassung EN 613472-10:2001 + A1:2009 |
| DIN EN 61347-2-10         | VDE 0712-40 Berichtigung 1        | 2011-04 | Berichtigung zu DIN EN 61347-2-10 (VDE 0712-40):2009-06; Deutsche Fassung CENELEC-Cor.:2010 zu EN 61347-2-10:2001 |
| DIN EN 61347-2-11         | VDE 0712-41                       | 2002-04 | Geräte für Lampen - Besondere Anforderungen an elektronische Module für Leuchten - (IEC 61347-2-11:2001); Deutsche Fassung EN 61347-2-11:2001 |
| DIN EN 61347-2-11         | VDE 0712-41 Berichtigung 1        | 2011-04 | Berichtigung zu DIN EN 61347-2-11 (VDE 0712-41):2002-04; Deutsche Fassung CENELEC-Cor.:2010 zu EN 61347-2-11:2001 |
| DIN EN 61347-2-12         | VDE 0712-42                       | 2011-04 | Geräte für Lampen - Teil 2-12: Besondere Anforderungen an gleich- oder wechselstromversorgte elektronische Vorschaltgeräte für Entladungslampen (ausgenommen Leuchtstofflampen) - (IEC 61347-2-12:2005 + A1:2010); Deutsche Fassung EN 61347-212:2005 + A1:2010 + Cor.:2010 |
| DIN EN 61347-2-13         | VDE 0712-43                       | 2015-05 | Geräte für Lampen - Teil 2-13: Besondere Anforderungen an gleich- oder wechselstromversorgte elektronische Betriebsgeräte für LED-Module - (IEC 61347-2-13:2014); Deutsche Fassung EN 61347-2-13:2014 |
| DIN EN 60155              | VDE 0712-101                      | 2007-07 | Glimmstarter für Leuchtstofflampen - (IEC 60155:1993 + A1:1995 + A2:2006); Deutsche Fassung EN 60155:1995 + A1:1995 + A2:2007 |
| DIN VDE 0713-1            | VDE 0713-1                        | 1985-09 | Zubehör für Leuchtröhrenanlagen über 1000 V - Allgemeine Bestimmung |
| DIN VDE 0713-3            | VDE 0713-3                        | 1985-09 | Zubehör für Leuchtröhrenanlagen über 1000 V - Leuchtröhrengeräte |
| DIN EN 61050              | VDE 0713-6                        | 1994-12 | Transformatoren mit einer Leerspannung über 1000 V für Leuchtröhren (allgemein Neontranformatoren genannt) - Allgemeine und Sicherheits-Anforderungen - (IEC 61050:1991 + Corrigendum März 1992, mod.); Deutsche Fassung EN 61050:1992 |
| DIN EN 61050              | VDE 0713-6 Berichtigung 1         | 1995-12 | Berichtigungen zu DIN EN 61050 (VDE0713 Teil 6):1994-12 |
| DIN EN 60432-1            | VDE 0715-1                        | 2012-12 | Glühlampen – Sicherheitsanforderungen - Teil 1: Glühlampen für den Hausgebrauch und ähnliche allgemeine Beleuchtungszwecke - (IEC 60432-1:1999, modifiziert + A1:2005 + A2:2011); Deutsche Fassung EN 60432-1:2000 + A1:2005 + A2:2012 |
|                           | VDE-AR-E 2715-1 Anwendungsregel   | 2012-11 | Messung und Vorhersage des LED-Lichtstromrückgangs |
| DIN EN 60432-2            | VDE 0715-2                        | 2013-01 | Glühlampen – Sicherheitsanforderungen - Teil 2: Halogen-Glühlampen für den Hausgebrauch und ähnliche allgemeine Beleuchtungszwecke - (IEC 60432-2:1999, modifiziert + A1:2005, modifiziert + A2:2012); Deutsche Fassung EN 60432-2:2000 + A1:2005 + A2:2012 |
|                           | VDE-AR-E 2715-2 Anwendungsregel   | 2012-11 | Lichtstrom-Binning von LEDs |
|                           | VDE-AR-E 2715-3 Anwendungsregel   | 2012-11 | Vorwärtsspannung-Binning von LEDs |
| DIN EN 62031              | VDE 0715-5                        | 2015-09 | LED-Module für Allgemeinbeleuchtung - Sicherheitsanforderungen - (IEC 62031:2008 + A1:2012 + A2:2014); Deutsche Fassung EN 62031:2008 + A1:2013 + A2:2015 |
| DIN EN 60968              | VDE 0715-6                        | 2016-07 | Leuchtstofflampen mit eingebautem Vorschaltgerät für Allgemeinbeleuchtung - Sicherheitsanforderungen - (IEC 60968:2015, modifiziert + COR1:2015, modifiziert); Deutsche Fassung EN 60968:2015 |
| DIN EN 61195              | VDE 0715-8                        | 2015-10 | Zweiseitig gesockelte Leuchtstofflampen - Sicherheitsanforderungen - (IEC 61195:1999 + A1:2012 + A2:2014); Deutsche Fassung EN 61195:1999 + A1:2013 + A2:2015 |
| DIN EN 61199              | VDE 0715-9                        | 2015-09 | Einseitig gesockelte Leuchtstofflampen - Sicherheitsanforderungen - (IEC 61199:2011 + A1:2012 + A2:2014); Deutsche Fassung EN 61199:2011 + A1:2013 + A2:2015 |
| DIN EN 62035              | VDE 0715-10                       | 2015-09 | Entladungslampen (ausgenommen Leuchtstofflampen) - Sicherheitsanforderungen - (IEC 62035:2014, modifiziert); Deutsche Fassung EN 62035:2014 |
| DIN EN 60432-3            | VDE 0715-11                       | 2013-06 | Glühlampen – Sicherheitsanforderungen - Teil 3: Halogen-Glühlampen (Fahrzeuglampen ausgenommen) - (IEC 60432-3:2012); Deutsche Fassung EN 60432-3:2013 |
| DIN EN 61549              | VDE 0715-12                       | 2013-05 | Sonderlampen - (IEC 61549:2003 + A1:2005 + A2:2010 + A3:2012); Deutsche Fassung EN 61549:2003 + A1:2005 + A2:2010 + A3:2012 |
| DIN EN 62560              | VDE 0715-13                       | 2013-11 | LED-Lampen mit eingebautem Vorschaltgerät für Allgemeinbeleuchtung für Spannungen > 50 V - Sicherheitsanforderungen - (IEC 62560:2011, modifiziert + corrigendum Jan. 2012); Deutsche Fassung EN 62560:2012 |
| DIN EN 62532              | VDE 0715-14                       | 2011-10 | Leuchtstoff-Induktionslampen - Sicherheitsanforderungen - (IEC 62532:2011); Deutsche Fassung EN 62532:2011 |
| DIN EN 62776              | VDE 0715-16                       | 2015-12 | Zweiseitig gesockelte LED-Lampen als Ersatz (Retrofit) für zweiseitig gesockelte Leuchtstofflampen - Sicherheitsanforderungen (IEC 62776:2014 + COR1:2015); Deutsche Fassung EN 62776:2015 |
| DIN EN 62868              | VDE 0715-18                       | 2016-05 | Organische Licht emittierende Dioden (OLED)-Panels für die Allgemeinbeleuchtung - Sicherheitsanforderungen - (IEC 62868:2014); Deutsche Fassung EN 62868:2015 |
| DIN EN 60519-1            | VDE 0721-1                        | 2011-10 | Sicherheit in Elektrowärmeanlagen - Teil 1: Allgemeine Anforderungen - (IEC 60519-1:2010); Deutsche Fassung EN 605191:2011 |
| DIN EN 60519-2            | VDE 0721-2                        | 2007-05 | Sicherheit in Elektrowärmeanlagen - Teil 2: Besondere Anforderungen an Einrichtungen mit Widerstandserwärmung - (IEC 605192:2006); Deutsche Fassung EN 60519-2:2006 |
| DIN EN 60519-3            | VDE 0721-3                        | 2006-01 | Sicherheit in Elektrowärmeanlagen - Teil 3: Besondere Anforderungen an induktive und konduktive Erwärmungsanlagen und an Induktionsschmelzanlagen - (IEC 60519-3:2005); Deutsche Fassung EN 60519-3:2005 |
| DIN EN 60519-4            | VDE 0721-4                        | 2014-04 | Sicherheit in Elektrowärmeanlagen - Teil 4: Besondere Bestimmungen für Lichtbogenofenanlagen - (IEC 60519-4:2013); Deutsche Fassung EN60519-4:2013 |
| DIN EN 60519-6            | VDE 0721-6                        | 2011-12 | Sicherheit in Elektrowärmeanlagen - Teil 6: Sicherheitsanforderungen für industrielle Mikrowellen-Erwärmungseinrichtungen - (IEC 60519-6:2011); Deutsche Fassung EN 60519-6:2011 |
| DIN EN 60519-7            | VDE 0721-7                        | 2009-08 | Sicherheit in Elektrowärmeanlagen - Teil 7: Besondere Anforderungen an Anlagen mit Elektronenkanonen - (IEC 60519-7:2008); Deutsche Fassung EN 60519-7:2008 |
| DIN EN 60519-7            | VDE 0721-7 Berichtigung 1         | 2010-03 | Berichtigung zu DIN EN 60519-7 (VDE 0721-7):2009-08 |
| DIN EN 60519-8            | VDE 0721-8                        | 2006-06 | Sicherheit in Elektrowärmeanlagen - Teil 8: Besondere Anforderungen an Elektroschlacke-Umschmelzöfen - (IEC 60519-8:2005); Deutsche Fassung EN 60519-8:2005 |
| DIN EN 60519-9            | VDE 0721-9                        | 2006-06 | Sicherheit in Elektrowärmeanlagen - Teil 9: Besondere Anforderungen an kapazitive Hochfrequenz-Erwärmungsanlagen - (IEC 60519-9:2005); Deutsche Fassung EN 60519-9:2005 |
| DIN EN 60519-10           | VDE 0721-10                       | 2014-01 | Sicherheit in Elektrowärmeanlagen - Teil 10: Besondere Anforderungen an elektrische Widerstands-Begleitheizungen für industrielle und gewerbliche Zwecke - (IEC 60519-10:2013); Deutsche Fassung EN 60519-10:2013 |
| DIN EN 60519-11           | VDE 0721-11                       | 2008-06 | Sicherheit in Elektrowärmeanlagen - Teil 11: Besondere Anforderungen an Anlagen, die die Wirkung elektromagnetischer Kräfte auf flüssige Metalle nutzen - (IEC 60519-11:2007); Deutsche Fassung EN 60519-11:2007 |
| DIN EN 60519-12           | VDE 0721-12                       | 2014-02 | Sicherheit in Elektrowärmeanlagen - Teil 12: Besondere Anforderungen an Infrarot-Elektrowärmeanlagen - (IEC 60519-12:2013); Deutsche Fassung EN 60519-12:2013 |
| DIN EN 60519-21           | VDE 0721-21                       | 2009-09 | Sicherheit in Elektrowärmeanlagen - Teil 21: Besondere Anforderungen an Einrichtungen mit Widerstandserwärmung – Einrichtungen zum Erwärmen und Schmelzen von Glas - (IEC 60519-21:2008); Deutsche Fassung EN 60519-21:2009 |
| DIN EN 62693              | VDE 0721-22                       | 2014-04 | Industrielle Elektrowärmeanlagen - Prüfverfahren für Infrarot-Elektrowärmeanlagen - (IEC 62693:2013); Deutsche Fassung EN 62693:2013 |
| DIN EN 60398              | VDE 0721-50                       | 2016-02 | Elektrowärmeanlagen und Anlagen für elektromagnetische Bearbeitungsprozesse - Allgemeine Funktions-Prüfverfahren - (IEC 60398:2015); Deutsche Fassung EN 60398:2015 |
| DIN EN 62076              | VDE 0721-51                       | 2007-05 | Industrielle Elektrowärmeanlagen - Prüfverfahren für Induktionsrinnen- und Induktionstiegelöfen - (IEC 62076:2006); Deutsche Fassung EN 62076:2006 |
| DIN EN 62395-1            | VDE 0721-52                       | 2014-10 | Elektrische Widerstands-Begleitheizungen für industrielle und gewerbliche Zwecke - Teil 1: Allgemeine Anforderungen und Prüfanforderungen - (IEC 62395-1:2013); Deutsche Fassung EN 62395-1:2013 |
| DIN EN 62798              | VDE 0721-53                       | 2015-05 | Industrielle Elektrowärmeeinrichtungen - Prüfverfahren für Infrarotstrahler - (IEC 62798:2014); Deutsche Fassung EN 62798:2014 |
| DIN EN 62395-2            | VDE 0721-54                       | 2014-12 | Elektrische Widerstands-Begleitheizungen für industrielle und gewerbliche Zwecke - Teil 2: Anwendungsleitfaden für Systemauslegung, Installation und Wartung - (IEC 62395-2:2013); Deutsche Fassung EN 62395-2:2013 |
| DIN EN 60676              | VDE 0721-1012                     | 2012-09 | Industrielle Elektrowärmeanlagen - Prüfverfahren für Lichtbogen-Schmelzöfen - (IEC 60676:2011); Deutsche Fassung EN 60676:2012 |
| DIN EN 60683              | VDE 0721-1022                     | 2012-08 | Industrielle Elektrowärmeanlagen - Prüfverfahren für Lichtbogen-Reduktionsöfen - (IEC 60683:2011); Deutsche Fassung EN 60683:2012 |
| DIN EN 60779              | VDE 0721-1032                     | 2006-07 | Industrielle Elektrowärmeanlagen - Prüfverfahren für Elektroschlacke-Umschmelzöfen - (IEC 60779:2005); Deutsche Fassung EN 60779:2005 |
| DIN EN 60703              | VDE 0721-3032                     | 2009-09 | Prüfverfahren für Elektrowärmeanlagen mit Elektronenkanonen - (IEC 60703:2008); Deutsche Fassung EN 60703:2009 |
| DIN EN 60745-1            | VDE 0740-1                        | 2010-01 | Handgeführte motorbetriebene Elektrowerkzeuge – Sicherheit - Teil 1: Allgemeine Anforderungen - (IEC 60745-1:2006, modifiziert); Deutsche Fassung EN 60745-1:2009 |
| DIN EN 62841-1            | VDE 0740-1                        | 2016-07 | Elektrische motorbetriebene handgeführte Werkzeuge, transportable Werkzeuge und Rasen- und Gartenmaschinen – Sicherheit - Teil 1: Allgemeine Anforderungen - (IEC 62841-1:2014, modifiziert + Cor. 1:2014 + Cor. 2:2015); Deutsche Fassung EN 628411:2015 + AC:2015 |
| DIN EN 60745-1            | VDE 0740-1 Berichtigung 1         | 2010-04 | Berichtigung zu DIN EN 60745-1 (VDE 0740-1):2010-01; Deutsche Fassung CENELEC-Cor.:2009 zu EN 60745-1:2009 |
| DIN EN 60745-1/A11        | VDE 0740-1/A11                    | 2011-09 | Handgeführte motorbetriebene Elektrowerkzeuge – Sicherheit - Teil 1: Allgemeine Anforderungen; - Deutsche Fassung EN 607451:2009/A11:2010 |
| DIN EN 60745-2-1          | VDE 0740-2-1                      | 2011-01 | Handgeführte motorbetriebene Elektrowerkzeuge – Sicherheit - Teil 2-1: Besondere Anforderungen für Bohrmaschinen und Schlagbohrmaschinen - (IEC 60745-2-1:2003, modifiziert + A1:2008); Deutsche Fassung EN 60745-2-1:2010 |
| DIN EN 62841-2-2          | VDE 0740-2-2                      | 2015-05 | Elektrische motorbetriebene handgeführte Werkzeuge, transportable Werkzeuge und Rasen- und Gartenmaschinen – Sicherheit - Teil 2-2: Besondere Anforderungen für handgeführte Schrauber und Schlagschrauber - (IEC 62841-2-2:2014, modifiziert); Deutsche Fassung EN 62841-2-2:2014 |
| DIN EN 60745-2-3          | VDE 0740-2-3                      | 2015-04 | Handgeführte motorbetriebene Elektrowerkzeuge – Sicherheit - Teil 2-3: Besondere Anforderungen für Schleifer, Polierer und Schleifer mit Schleifblatt - (IEC 60745-2-3:2006, modifiziert + A1:2010, modifiziert + A1:2010/corrigendum Feb. 2011 + A2:2012, modifiziert); Deutsche Fassung EN 60745-2-3:2011 + A2:2013 + A11:2014 + A12:2014 |
| DIN EN 62841-2-4          | VDE 0740-2-4                      | 2015-05 | Elektrische motorbetriebene handgeführte Werkzeuge, transportable Werkzeuge und Rasen- und Gartenmaschinen – Sicherheit - Teil 2-4: Besondere Anforderungen für handgeführte Schleifer und Polierer außer Tellerschleifern - (IEC 62841-2-4:2014, modifiziert); Deutsche Fassung EN 62841-2-4:2014 |
| DIN EN 62841-2-5          | VDE 0740-2-5                      | 2015-05 | Elektrische motorbetriebene handgeführte Werkzeuge, transportable Werkzeuge und Rasen- und Gartenmaschinen – Sicherheit - Teil 2-5: Besondere Anforderungen für handgeführte Kreissägen - (IEC 62841-2-5:2014, modifiziert); Deutsche Fassung EN 62841-2-5:2014 |
| DIN EN 60745-2-6          | VDE 0740-2-6                      | 2011-01 | Handgeführte motorbetriebene Elektrowerkzeuge – Sicherheit - Teil 2-6: Besondere Anforderungen für Hämmer - (IEC 60745-26:2003, modifiziert + A1:2006 + A2:2008); Deutsche Fassung EN 60745-2-6:2010 |
| DIN EN 50580              | VDE 0740-2-7                      | 2014-06 | Sicherheit handgeführter motorbetriebener Elektrowerkzeuge - Besondere Anforderungen für Spritzpistolen; - Deutsche Fassung EN 50580:2012 + A1:2013 |
| DIN EN 60745-2-8          | VDE 0740-2-8                      | 2010-02 | Handgeführte motorbetriebene Elektrowerkzeuge – Sicherheit - Teil 2-8: Besondere Anforderungen für Blechscheren und Nibbler - (IEC 60745-2-8:2003, modifiziert + A1:2008); Deutsche Fassung EN 60745-2-8:2009 |
| DIN EN 62841-2-9          | VDE 0740-2-9                      | 2016-02 | Elektrische motorbetriebene handgeführte Werkzeuge, transportable Werkzeuge und Rasen- und Gartenmaschinen – Sicherheit - Teil 2-9: Besondere Anforderungen für handgeführte Gewindebohrer und Gewindeschneider - (IEC 62841-2-9:2015, modifiziert); Deutsche Fassung EN 62841-2-9:2015 |
| DIN EN 60745-2-11         | VDE 0740-2-11                     | 2011-01 | Handgeführte motorbetriebene Elektrowerkzeuge – Sicherheit - Teil 2-11: Besondere Anforderungen für Sägen mit hin- und hergehendem Sägeblatt (Stichsägen und Säbelsägen) - (IEC 60745-2-11:2003, modifiziert + A1:2008); Deutsche Fassung EN 60745-2-11:2010 |
| DIN EN 60745-2-12         | VDE 0740-2-12                     | 2009-11 | Handgeführte motorbetriebene Elektrowerkzeuge – Sicherheit - Teil 2-12: Besondere Anforderungen für Innenrüttler - (IEC 607452-12:2003 + A1:2008, modifiziert); Deutsche Fassung EN 60745-2-12:2009 |
| DIN EN 60745-2-13         | VDE 0740-2-13                     | 2011-07 | Handgeführte motorbetriebene Elektrowerkzeuge – Sicherheit - Teil 2-13: Besondere Anforderungen für Kettensägen - (IEC 60745-2-13:2006, modifiziert + A1:2009); Deutsche Fassung EN 60745-2-13:2009 + A1:2010 |
| DIN EN 60745-2-14         | VDE 0740-2-14                     | 2011-01 | Handgeführte motorbetriebene Elektrowerkzeuge – Sicherheit - Teil 2-14: Besondere Anforderungen für Hobel - (IEC 60745-214:2003 + A1:2006, modifiziert + A2:2010); Deutsche Fassung EN 60745-2-14:2009 + A2:2010 |
| DIN EN 60745-2-15         | VDE 0740-2-15                     | 2010-09 | Handgeführte motorbetriebene Elektrowerkzeuge – Sicherheit - Teil 2-15: Besondere Anforderungen für Heckenscheren - (IEC 60745-2-15:2006, modifiziert + A1:2009); Deutsche Fassung EN 60745-2-15:2009 + A1:2010 |
| DIN EN 60745-2-16         | VDE 0740-2-16                     | 2011-07 | Handgeführte motorbetriebene Elektrowerkzeuge – Sicherheit - Teil 2-16: Besondere Anforderungen für Eintreibgeräte - (IEC 60745-2-16:2008, modifiziert); Deutsche Fassung EN 60745-2-16:2010 |
| DIN EN 60745-2-17         | VDE 0740-2-17                     | 2011-06 | Handgeführte motorbetriebene Elektrowerkzeuge – Sicherheit - Teil 2-17: Besondere Anforderungen für Oberfräsen und Kantenfräsen - (IEC 60745-2-17:2010, modifiziert); Deutsche Fassung EN 60745-2-17:2010 |
| DIN EN 60745-2-18         | VDE 0740-2-18                     | 2010-07 | Handgeführte motorbetriebene Elektrowerkzeuge – Sicherheit - Teil 2-18: Besondere Anforderungen für Umreifungswerkzeuge - (IEC 60745-2-18:2003, modifiziert + A1:2008); Deutsche Fassung EN 60745-2-18:2009 |
| DIN EN 60745-2-19         | VDE 0740-2-19                     | 2011-01 | Handgeführte motorbetriebene Elektrowerkzeuge – Sicherheit - Teil 2-19: Besondere Anforderungen für Flachdübelfräsen - (IEC 60745-2-19:2005, modifiziert + A1:2010); Deutsche Fassung EN 60745-2-19:2009 + A1:2010 |
| DIN EN 60745-2-20         | VDE 0740-2-20                     | 2010-02 | Handgeführte motorbetriebene Elektrowerkzeuge – Sicherheit - Teil 2-20: Besondere Anforderungen für Bandsägen - (IEC 607452-20:2003, modifiziert + A1:2008); Deutsche Fassung EN 60745-2-20:2009 |
| DIN EN 60745-2-21         | VDE 0740-2-21                     | 2011-12 | Handgeführte motorbetriebene Elektrowerkzeuge – Sicherheit - Teil 2-21: Besondere Anforderungen für Rohrreinigungsgeräte - (IEC 60745-2-21:2002, modifiziert + A1:2008); Deutsche Fassung EN 60745-2-21:2009 + A1:2010 |
| DIN EN 60745-2-22         | VDE 0740-2-22                     | 2013-12 | Handgeführte motorbetriebene Elektrowerkzeuge – Sicherheit - Teil 2-22: Besondere Anforderungen für Trennschleifmaschinen - (IEC 60745-2-22:2011, modifiziert); Deutsche Fassung EN 60745-2-22:2011 + A11:2013 |
| DIN EN 60745-2-23         | VDE 0740-2-23                     | 2013-11 | Handgeführte motorbetriebene Elektrowerkzeuge – Sicherheit - Teil 2-23: Besondere Anforderungen für Stabschleifer und kleine rotierende Elektrowerkzeuge - (IEC 60745-2-23:2012, modifiziert); Deutsche Fassung EN 60745-2-23:2013 |
| DIN EN 62841-3-1          | VDE 0740-3-1                      | 2015-05 | Elektrische motorbetriebene handgeführte Werkzeuge, transportable Werkzeuge und Rasen- und Gartenmaschinen – Sicherheit - Teil 3-1: Besondere Anforderungen für transportable Tischkreissägen - (IEC 62841-3-1:2014, modifiziert); Deutsche Fassung EN 62841-3-1:2014 |
| DIN EN 62841-3-6          | VDE 0740-3-6                      | 2015-05 | Elektrische motorbetriebene handgeführte Werkzeuge, transportable Werkzeuge und Rasen- und Gartenmaschinen – Sicherheit - Teil 3-6: Besondere Anforderungen für transportable Diamantbohrmaschinen mit Flüssigkeitssystem - (IEC 62841-3-6:2014, modifiziert); Deutsche Fassung EN 62841-3-6:2014 |
| DIN EN 61029-1            | VDE 0740-500                      | 2010-01 | Sicherheit transportabler motorbetriebener Elektrowerkzeuge - Teil 1: Allgemeine Anforderungen - (IEC 61029-1:1990, modifiziert); Deutsche Fassung EN 61029-1:2009 |
| DIN EN 61029-1            | VDE 0740-500 Berichtigung 1       | 2010-04 | Berichtigung zu DIN EN 61029-1 (VDE 0740-500):2010-01; Deutsche Fassung CENELEC-Cor.:2009 zu EN 61029-1:2009 |
| DIN EN 61029-1/A11        | VDE 0740-500/A11                  | 2011-11 | Sicherheit transportabler motorbetriebener Elektrowerkzeuge - Teil 1: Allgemeine Anforderungen; - Deutsche Fassung EN 610291:2009/A11:2010 |
| DIN EN 61029-2-3          | VDE 0740-503                      | 2012-01 | Sicherheit transportabler motorbetriebener Elektrowerkzeuge - Teil 2-3: Besondere Anforderungen an Abrichthobel und Dickenhobel - (IEC 61029-2-3:1993, modifiziert + A1:2001); Deutsche Fassung EN 61029-2-3:2011 |
| DIN EN 61029-2-4          | VDE 0740-504                      | 2011-12 | Sicherheit transportabler motorbetriebener Elektrowerkzeuge - Teil 2-4: Besondere Anforderungen für Tischschleifmaschinen - (IEC 61029-2-4:1993, modifiziert + A1:2001, modifiziert); Deutsche Fassung EN 61029-2-4:2011 |
| DIN EN 61029-2-5          | VDE 0740-505                      | 2015-12 | Sicherheit transportabler motorbetriebener Elektrowerkzeuge - Teil 2-5: Besondere Anforderungen für Bandsägen - (IEC 61029-25:1993, modifiziert + A1:2001, modifiziert); Deutsche Fassung EN 61029-2-5:2011 + A11:2015 |
| DIN EN 61029-2-8          | VDE 0740-508                      | 2010-09 | Sicherheit transportabler motorbetriebener Elektrowerkzeuge - Teil 2-8: Besondere Anforderungen an einspindelige senkrechte Tischfräsmaschinen - (IEC 61029-2-8:1995, modifiziert + A1:1999 + A2:2001); Deutsche Fassung EN 61029-2-8:2010 |
| DIN EN 61029-2-9          | VDE 0740-509                      | 2014-07 | Sicherheit transportabler motorbetriebener Elektrowerkzeuge - Teil 2-9: Besondere Anforderungen für Gehrungskappsägen - (IEC 61029-2-9:1995, modifiziert); Deutsche Fassung EN 61029-2-9:2012 + A11:2013 |
| DIN EN 61029-2-10         | VDE 0740-510                      | 2014-06 | Sicherheit transportabler motorbetriebener Elektrowerkzeuge - Teil 2-10: Besondere Anforderungen für Trennschleifmaschinen - (IEC 61029-2-10:1998, modifiziert); Deutsche Fassung EN 61029-2-10:2010 + A11:2013 |
| DIN EN 61029-2-11         | VDE 0740-511                      | 2014-07 | Sicherheit transportabler motorbetriebener Elektrowerkzeuge - Teil 2-11: Besondere Anforderungen für kombinierte Tisch- und Gehrungssägen - (IEC 61029-2-11:2001, modifiziert); Deutsche Fassung EN 61029-2-11:2012 + A11:2013 |
| DIN EN 61029-2-12         | VDE 0740-512                      | 2011-12 | Sicherheit transportabler motorbetriebener Elektrowerkzeuge - Teil 2-12: Besondere Anforderungen für Gewindeschneidmaschinen - (IEC 61029-2-12:2010, modifiziert); Deutsche Fassung EN 61029-2-12:2011 |
| DIN EN 50632-1            | VDE 0740-632-1                    | 2016-04 | Motorbetriebene Elektrowerkzeuge – Staubmessverfahren - Teil 1: Allgemeine Anforderungen; - Deutsche Fassung EN 506321:2015 |
| DIN EN 50632-2-1          | VDE 0740-632-2-1                  | 2016-04 | Motorbetriebene Elektrowerkzeuge – Staubmessverfahren - Teil 2-1: Besondere Anforderungen für Diamantkernbohrmaschinen; - Deutsche Fassung EN 50632-2-1:2015 |
| DIN EN 50632-2-6          | VDE 0740-632-2-6                  | 2016-04 | Motorbetriebene Elektrowerkzeuge – Staubmessverfahren - Teil 2-6: Besondere Anforderungen für Hämmer; - Deutsche Fassung EN 50632-2-6:2015 |
| DIN EN 50632-2-22         | VDE 0740-632-2-22                 | 2016-04 | Motorbetriebene Elektrowerkzeuge – Staubmessverfahren - Teil 2-22: Besondere Anforderungen für Trennschleifmaschinen und Wandschlitzfräsen; - Deutsche Fassung EN 50632-2-22:2015 |
| DIN EN 50050-1            | VDE 0745-101                      | 2014-03 | Elektrostatische Handsprüheinrichtungen – Sicherheitsanforderungen - Teil 1: Handsprüheinrichtungen für entzündbare flüssige Beschichtungsstoffe; - Deutsche Fassung EN 50050-1:2013 |
| DIN EN 50050-2            | VDE 0745-102                      | 2014-03 | Elektrostatische Handsprüheinrichtungen – Sicherheitsanforderungen - Teil 2: Handsprüheinrichtungen für entzündbares Beschichtungspulver; - Deutsche Fassung EN 50050-2:2013 |
| DIN EN 50050-3            | VDE 0745-103                      | 2014-03 | Elektrostatische Handsprüheinrichtungen – Sicherheitsanforderungen - Teil 3: Handsprüheinrichtungen für entzündbaren Flock; Deutsche Fassung EN 50050-3:2013 |
| DIN VDE 0745-200          | VDE 0745-200                      | 1992-06 | Bestimmungen für elektrostatische Handsprüheinrichtungen für nichtbrennbare Sprühstoffe für Beschichtungen; - Deutsche Fassung EN 50059:1990 |
| DIN EN 60601-1            | VDE 0750-1 Beiblatt 2             | 2009-09 | Graphische Symbole für elektrische Geräte in der medizinischen Anwendung - (IEC/TR 60878:2003, modifiziert), Text Deutsch und Englisch |
| DIN EN 60601-1            | VDE 0750-1                        | 2013-12 | Medizinische elektrische Geräte - Teil 1: Allgemeine Festlegungen für die Sicherheit einschließlich der wesentlichen Leistungsmerkmale - (IEC 60601-1:2005 + Cor.:2006 + Cor.:2007 + A1:2012); Deutsche Fassung EN 60601-1:2006 + Cor.:2010 + A1:2013 |
| DIN EN 60601-1-1          | VDE 0750-1-1                      | 2002-08 | Medizinische elektrische Geräte - Allgemeine Festlegungen für die Sicherheit; Ergänzungsnorm: Festlegungen für die Sicherheit von medizinischen elektrischen Systemen - (IEC 60601-1-1:2000); Deutsche Fassung EN 60601-1-1:2001 |
| DIN EN 60601-1-2          | VDE 0750-1-2                      | 2016-05 | Medizinische elektrische Geräte - Teil 1-2: Allgemeine Festlegungen für die Sicherheit einschließlich der wesentlichen Leistungsmerkmale – Ergänzungsnorm: Elektromagnetische Störgrößen – Anforderungen und Prüfungen - (IEC 60601-1-2:2014); Deutsche Fassung EN 60601-1-2:2015 |
| DIN EN 60601-1-3          | VDE 0750-1-3                      | 2014-06 | Medizinische elektrische Geräte - Teil 1-3: Allgemeine Festlegungen für die Sicherheit einschließlich der wesentlichen Leistungsmerkmale – Ergänzungsnorm: Strahlenschutz von diagnostischen Röntgengeräten - (IEC 60601-1-3:2008 + A1:2013); Deutsche Fassung EN 60601-1-3:2008 + Cor.:2010 + A1:2013 |
| DIN EN 60601-1-4          | VDE 0750-1-4                      | 2001-04 | Medizinische elektrische Geräte - Allgemeine Festlegungen für die Sicherheit - Ergänzungsnorm: Programmierbare elektrische medizinische Systeme - (IEC 60601-1-4:1996 + A1:1999); Deutsche Fassung EN 60601-1-4:1996 + A1:1999 |
| DIN EN 60601-1-6          | VDE 0750-1-6                      | 2016-02 | Medizinische elektrische Geräte - Teil 1-6: Allgemeine Festlegungen für die Sicherheit einschließlich der wesentlichen Leistungsmerkmale – Ergänzungsnorm: Gebrauchstauglichkeit - (IEC 60601-1-6:2010 + A1:2013); Deutsche Fassung EN 606011-6:2010 + A1:2015 |
| DIN EN 60601-1-8          | VDE 0750-1-8                      | 2014-04 | Medizinische elektrische Geräte - Teil 1-8: Allgemeine Festlegungen für die Sicherheit einschließlich der wesentlichen Leistungsmerkmale - Ergänzungsnorm: Alarmsysteme – Allgemeine Festlegungen, Prüfungen und Richtlinien für Alarmsysteme in medizinischen elektrischen Geräten und in medizinischen elektrischen Systemen - (IEC 60601-1-8:2006 + A1:2012); Deutsche Fassung EN 60601-1-8:2007 + Cor.:2010 + A1:2013 |
| DIN EN 60601-1-9          | VDE 0750-1-9                      | 2014-05 | Medizinische elektrische Geräte - Teil 1-9: Allgemeine Festlegungen für die Sicherheit einschließlich der wesentlichen Leistungsmerkmale - Ergänzungsnorm: Anforderungen zur Reduzierung von Umweltauswirkungen (IEC 60601-1-9:2007 + A1:2013); Deutsche Fassung EN 60601-1-9:2008 + A1:2013 |
| DIN EN 60601-1-10         | VDE 0750-1-10                     | 2016-04 | Medizinische elektrische Geräte - Teil 1-10: Allgemeine Festlegungen für die Sicherheit einschließlich der wesentlichen Leistungsmerkmale – Ergänzungsnorm: Anforderungen an die Entwicklung von physiologischen geschlossenen Regelkreisen - (IEC 60601-1-10:2007 + A1:2013); Deutsche Fassung EN 60601-1-10:2008 + A1:2015 |
| DIN EN 60601-1-11         | VDE 0750-1-11                     | 2016-04 | Medizinische elektrische Geräte - Teil 1-11: Besondere Festlegungen für die Sicherheit einschließlich der wesentlichen Leistungsmerkmale – Ergänzungsnorm: Anforderungen an medizinische elektrische Geräte und medizinische elektrische Systeme für die medizinische Versorgung in häuslicher Umgebung - (IEC 60601-1-11:2015); Deutsche Fassung EN 60601-111:2015 |
| DIN EN 60601-1-12         | VDE 0750-1-12                     | 2016-01 | Medizinische elektrische Geräte - Teil 1-12: Allgemeine Festlegungen für die Sicherheit einschließlich der wesentlichen Leistungsmerkmale – Ergänzungsnorm: Anforderungen an medizinische elektrische Geräte und medizinische elektrische Systeme in der Umgebung für den Notfalleinsatz - (IEC 60601-1-12:2014); Deutsche Fassung EN 60601-1-12:2015 |
| DIN EN 60601-2-1          | VDE 0750-2-1                      | 2003-12 | Medizinische elektrische Geräte - Teil 2-1: Besondere Festlegungen für die Sicherheit von Elektronenbeschleunigern im Bereich von 1 MeV bis 50 MeV - (IEC 60601-2-1:1998 + A1:2002); Deutsche Fassung EN 60601-2-1:1998 + A1:2002 |
| DIN EN 60601-2-2          | VDE 0750-2-2 Beiblatt 1           | 2014-02 | Medizinische elektrische Geräte - Teil 2-2: Besondere Festlegungen für die Sicherheit einschließlich der wesentlichen Leistungsmerkmale von Hochfrequenz-Chirurgiegeräten und HF-chirurgischem Zubehör – Beiblatt 1: Hochfrequenz-Chirurgiegeräte – Betrieb und Wartung - (IEC/TR 61289:2011) |
| DIN EN 60601-2-2          | VDE 0750-2-2                      | 2010-01 | Medizinische elektrische Geräte - Teil 2-2: Besondere Festlegungen für die Sicherheit einschließlich der wesentlichen Leistungsmerkmale von Hochfrequenz-Chirurgiegeräten und HF-chirurgischem Zubehör - (IEC 60601-2-2:2009); Deutsche Fassung EN 60601-2-2:2009 |
| DIN EN 60601-2-3          | VDE 0750-2-3                      | 2016-02 | Medizinische elektrische Geräte - Teil 2-3: Besondere Festlegungen für die Sicherheit einschließlich der wesentlichen Leistungsmerkmale von Kurzwellen-Therapiegeräten - (IEC 60601-2-3:2012); Deutsche Fassung EN 60601-2-3:2015 |
| DIN EN 60601-2-4          | VDE 0750-2-4                      | 2012-05 | Medizinische elektrische Geräte - Teil 2-4: Besondere Festlegungen für die Sicherheit einschließlich der wesentlichen Leistungsmerkmale von Defibrillatoren - (IEC 60601-2-4:2010); Deutsche Fassung EN 60601-2-4:2011 |
| DIN EN 60601-2-5          | VDE 0750-2-5                      | 2001-12 | Medizinische elektrische Geräte - Besondere Festlegungen für die Sicherheit von Ultraschall-Physiotherapiegeräten - (IEC 606012-5:2000); Deutsche Fassung EN 60601-2-5:2000 |
| DIN EN 60601-2-6          | VDE 0750-2-6                      | 2016-03 | Medizinische elektrische Geräte - Teil 2-6: Besondere Festlegungen für die Sicherheit einschließlich der wesentlichen Leistungsmerkmale von Mikrowellen-Therapiegeräten - (IEC 60601-2-6:2012); Deutsche Fassung EN 60601-2-6:2015 |
| DIN EN 60601-2-8          | VDE 0750-2-8                      | 2002-11 | Medizinische elektrische Geräte - Besondere Festlegungen für die Sicherheit von Therapie-Röntgeneinrichtungen im Bereich von 10 kV bis 1 MV - (IEC 60601-2-8:1997); Deutsche Fassung EN 60601-2-8:1997 + A1:1997 |
| DIN EN 60601-2-10         | VDE 0750-2-10                     | 2015-11 | Medizinische elektrische Geräte - Teil 2-10: Besondere Festlegungen für die Sicherheit einschließlich der wesentlichen Leistungsmerkmale von Geräten zur Stimulation von Nerven und Muskeln - (IEC 60601-2-10:2012); Deutsche Fassung EN 606012-10:2015 |
| DIN EN 60601-2-11         | VDE 0750-2-11                     | 2016-04 | Medizinische elektrische Geräte - Teil 2-11: Besondere Festlegungen für die Strahlensicherheit von Gammabestrahlungseinrichtungen - (IEC 60601-2-11:2013); Deutsche Fassung EN 60601-2-11:2015 |
| DIN EN ISO 80601-2-12     | VDE 0750-2-12                     | 2012-02 | Medizinische elektrische Geräte - Teil 2-12: Besondere Festlegungen für die Sicherheit einschließlich der wesentlichen Leistungsmerkmale von Beatmungsgeräten für die Intensivpflege - (ISO/IEC 80601-2-12:2011 + Cor.:2011); Deutsche Fassung EN ISO 80601-2-12:2011 + AC:2011 |
| DIN EN ISO 80601-2-13     | VDE 0750-2-13                     | 2013-03 | Medizinische elektrische Geräte - Teil 2-13: Besondere Festlegungen für die Sicherheit einschließlich der wesentlichen Leistungsmerkmale für Anästhesie-Arbeitsplätzen - (ISO 80601-2-13:2011); Deutsche Fassung EN ISO 80601-2-13:2012 |
| DIN EN 60601-2-16         | VDE 0750-2-16                     | 2016-02 | Medizinische elektrische Geräte - Teil 2-16: Besondere Festlegungen für die Sicherheit einschließlich der wesentlichen Leistungsmerkmale von Hämodialyse-, Hämodiafiltrations- und Hämofiltrationsgeräten - (IEC 60601-2-16:2012); Deutsche Fassung EN 60601-2-16:2015 |
| DIN EN 60601-2-17         | VDE 0750-2-17                     | 2016-03 | Medizinische elektrische Geräte - Teil 2-17: Besondere Festlegungen für die Sicherheit einschließlich der wesentlichen Leistungsmerkmale von ferngesteuerten, automatisch betriebenen Afterloading-Geräten für die Brachytherapie - (IEC 60601-217:2013); Deutsche Fassung EN 60601-2-17:2015 |
| DIN EN 60601-2-18         | VDE 0750-2-18                     | 2001-12 | Medizinische elektrische Geräte - Besondere Festlegungen für die Sicherheit von endoskopischen Geräten - (IEC 60601-218:1996 + A1:2000); Deutsche Fassung EN 60601-2-18:1996 + A1:2000 |
| DIN EN 60601-2-19         | VDE 0750-2-19                     | 2010-01 | Medizinische elektrische Geräte - Teil 2-19: Besondere Festlegungen für die Sicherheit einschließlich der wesentlichen Leistungsmerkmale von Säuglingsinkubatoren - (IEC 60601-2-19:2009); Deutsche Fassung EN 60601-2-19:2009 |
| DIN EN 60601-2-20         | VDE 0750-2-20                     | 2010-06 | Medizinische elektrische Geräte - Teil 2-20: Besondere Festlegungen für die Sicherheit einschließlich der wesentlichen Leistungsmerkmale von Transportinkubatoren - (IEC 60601-2-20:2009); Deutsche Fassung EN 60601-2-20:2009 |
| DIN EN 60601-2-21         | VDE 0750-2-21                     | 2010-01 | Medizinische elektrische Geräte - Teil 2-21: Besondere Festlegungen für die Sicherheit einschließlich der wesentlichen Leistungsmerkmale von Säuglingswärmestrahlern - (IEC 60601-2-21:2009); Deutsche Fassung EN 60601-2-21:2009 |
| DIN EN 60601-2-22         | VDE 0750-2-22 Beiblatt 1          | 2007-10 | Sicherheit von Lasereinrichtungen - Leitfaden für die sichere Anwendung von Laserstrahlung am Menschen - (IEC/TR 608258:2006) |
| DIN EN 60601-2-22         | VDE 0750-2-22                     | 2020-10 | Medizinische elektrische Geräte - Teil 2-22: Besondere Festlegungen für die Sicherheit einschließlich der wesentlichen Leistungsmerkmale für chirurgische, kosmetische, therapeutische und diagnostische Lasergeräte - (IEC 60601-2-22:2019); Deutsche Fassung EN IEC 60601-2-22:2020 |
| DIN EN 60601-2-23         | VDE 0750-2-23                     | 2000-11 | Medizinische elektrische Geräte - Besondere Festlegungen für die Sicherheit einschließlich wesentlicher Leistungsmerkmale von Geräten für die transkutane Partialdrucküberwachung - (IEC 60601-2-23:1999); Deutsche Fassung EN 60601-2-23:2000 |
| DIN EN 60601-2-24         | VDE 0750-2-24                     | 2016-04 | Medizinische elektrische Geräte - Teil 2-24: Besondere Festlegungen für die Sicherheit einschließlich der wesentlichen Leistungsmerkmale von Infusionspumpen und Infusionsreglern - (IEC 60601-2-24:2012); Deutsche Fassung EN 60601-2-24:2015 |
| DIN EN 60601-2-25         | VDE 0750-2-25                     | 2001-04 | Medizinische elektrische Geräte - Besondere Festlegungen für die Sicherheit von Elektrokardiographen - (IEC 60601-2-25:1993 + A1:1999); Deutsche Fassung EN 60601-2-25:1995 + A1:1999 |
| DIN EN 60601-2-26         | VDE 0750-2-26                     | 2016-02 | Medizinische elektrische Geräte - Teil 2-26: Besondere Festlegungen für die Sicherheit einschließlich der wesentlichen Leistungsmerkmale von Elektroenzephalographen - (IEC 60601-2-26:2012); Deutsche Fassung EN 60601-2-26:2015 |
| DIN EN 60601-2-27         | VDE 0750-2-27                     | 2015-04 | Medizinische elektrische Geräte - Teil 2-27: Besondere Festlegungen für die Sicherheit einschließlich der wesentlichen Leistungsmerkmale von Elektrokardiographie-Überwachungsgeräten - (IEC 60601-2-27:2011 + Cor.:2012); Deutsche Fassung EN 60601-2-27:2014 |
| DIN EN 60601-2-28         | VDE 0750-2-28                     | 2010-11 | Medizinische elektrische Geräte - Teil 2-28: Besondere Festlegungen für die Sicherheit einschließlich der wesentlichen Leistungsmerkmale von Röntgenstrahlern für die medizinische Diagnostik - (IEC 60601-2-28:2010); Deutsche Fassung EN 606012-28:2010 |
| DIN EN 60601-2-29         | VDE 0750-2-29                     | 2009-06 | Medizinische elektrische Geräte - Teil 2-29: Besondere Festlegungen für die Sicherheit einschließlich der wesentlichen Leistungsmerkmale von Strahlentherapiesimulatoren - (IEC 60601-2-29:2008); Deutsche Fassung EN 60601-2-29:2008 |
| DIN EN 80601-2-30         | VDE 0750-2-30                     | 2016-02 | Medizinische elektrische Geräte - Teil 2-30: Besondere Festlegungen für die Sicherheit einschließlich der wesentlichen Leistungsmerkmale von automatisierten nicht-invasiven Blutdruckmessgeräten - (IEC 80601-2-30:2009 + Corrigendum Jan. 2010 + A1:2013); Deutsche Fassung EN 80601-2-30:2010 + A1:2015 |
| DIN EN 60601-2-31         | VDE 0750-2-31                     | 2012-04 | Medizinische elektrische Geräte - Teil 2-31: Besondere Festlegungen für die Sicherheit einschließlich der wesentlichen Leistungsmerkmale von externen Schrittmachern mit interner Stromversorgung - (IEC 60601-2-31:2008 + A1:2011); Deutsche Fassung EN 60601-2-31:2008 + A1:2011 |
| DIN EN 60601-2-33         | VDE 0750-2-33                     | 2011-07 | Medizinische elektrische Geräte - Teil 2-33: Besondere Festlegungen für die Sicherheit von Magnetresonanzgeräten für die medizinische Diagnostik - (IEC 60601-2-33:2010); Deutsche Fassung EN 60601-2-33:2010 + Cor.:2010 |
| DIN EN 60601-2-34         | VDE 0750-2-34                     | 2015-01 | Medizinische elektrische Geräte - Teil 2-34: Besondere Festlegungen für die Sicherheit einschließlich der wesentlichen Leistungsmerkmale von invasiven Blutdruck-Überwachungsgeräten - (IEC 60601-2-34:2011); Deutsche Fassung EN 60601-234:2014 |
| DIN EN 80601-2-35         | VDE 0750-2-35                     | 2010-08 | Medizinische elektrische Geräte - Teil 2-35: Besondere Festlegungen für die Sicherheit einschließlich der wesentlichen Leistungsmerkmale von Decken, Matten und Matratzen zur Erwärmung von Patienten in der medizinischen Anwendung - (IEC 80601-2-35:2009); Deutsche Fassung EN 80601-2-35:2009 |
| DIN EN 60601-2-36         | VDE 0750-2-36                     | 2015-11 | Medizinische elektrische Geräte - Teil 2-36: Besondere Festlegungen für die Sicherheit einschließlich der wesentlichen Leistungsmerkmale von Geräten zur extrakorporal induzierten Lithotripsie - (IEC 60601-2-36:2014); Deutsche Fassung EN 606012-36:2015 |
| DIN EN 60601-2-37         | VDE 0750-2-37                     | 2012-05 | Medizinische elektrische Geräte - Teil 2-37: Besondere Festlegungen für die Sicherheit einschließlich der wesentlichen Leistungsmerkmale von Ultraschallgeräten für die medizinische Diagnose und Überwachung - (IEC 60601-2-37:2007); Deutsche Fassung EN 60601-2-37:2008 + A11:2011 |
| DIN EN 60601-2-39         | VDE 0750-2-39                     | 2008-09 | Medizinische elektrische Geräte - Teil 2-39: Besondere Festlegungen für die Sicherheit einschließlich der wesentlichen Leistungsmerkmale von Peritoneal-Dialyse-Geräten - (IEC 60601-2-39:2007); Deutsche Fassung EN 60601-2-39:2008 |
| DIN EN 60601-2-40         | VDE 0750-2-40                     | 1998-12 | Medizinische elektrische Geräte - Besondere Festlegungen für die Sicherheit von Elektromyographen und Geräten für evozierte Potentiale - (IEC 60601-2-40:1998); Deutsche Fassung EN 60601-2-40:1998 |
| DIN EN 60601-2-41         | VDE 0750-2-41                     | 2016-02 | Medizinische elektrische Geräte - Teil 2-41: Besondere Festlegungen für die Sicherheit einschließlich der wesentlichen Leistungsmerkmale von Operationsleuchten und Untersuchungsleuchten - (IEC 60601-2-41:2009 + A1:2013); Deutsche Fassung EN 60601-2-41:2009 + A1:2015 |
| DIN EN 60601-2-43         | VDE 0750-2-43                     | 2011-03 | Medizinische elektrische Geräte - Teil 2-43: Besondere Festlegungen für die Sicherheit einschließlich der wesentlichen Leistungsmerkmale von Röntgeneinrichtungen für interventionelle Verfahren - (IEC 60601-2-43:2010); Deutsche Fassung EN 60601-2-43:2010 |
| DIN EN 60601-2-44         | VDE 0750-2-44                     | 2014-11 | Medizinische elektrische Geräte - Teil 2-44: Besondere Festlegungen für die Sicherheit einschließlich der wesentlichen Leistungsmerkmale von Röntgeneinrichtungen für die Computertomographie - (IEC 60601-2-44:2009 + Cor.:2010 + A1:2012); Deutsche Fassung EN 60601-2-44:2009 + A11:2011 + A1:2012 |
| DIN EN 60601-2-45         | VDE 0750-2-45                     | 2012-03 | Medizinische elektrische Geräte - Teil 2-45: Besondere Festlegungen für die Sicherheit einschließlich der wesentlichen Leistungsmerkmale von Röntgen-Mammographiegeräten und mammographischen Stereotaxie-Einrichtungen - (IEC 60601-245:2011); Deutsche Fassung EN 60601-2-45:2011 |
| DIN EN 60601-2-46         | VDE 0750-2-46                     | 2011-12 | Medizinische elektrische Geräte - Teil 2-46: Besondere Festlegungen für die Sicherheit einschließlich der wesentlichen Leistungsmerkmale von Operationstischen - (IEC 60601-2-46:2010); Deutsche Fassung EN 60601-2-46:2011 |
| DIN EN 60601-2-47         | VDE 0750-2-47                     | 2016-02 | Medizinische elektrische Geräte - Teil 2-47: Besondere Festlegungen für die Sicherheit einschließlich der wesentlichen Leistungsmerkmale von ambulanten elektrokardiographischen Systemen - (IEC 60601-2-47:2012); Deutsche Fassung EN 606012-47:2015 |
| DIN EN 60601-2-49         | VDE 0750-2-49                     | 2002-12 | Medizinische elektrische Geräte - Besondere Festlegungen für die Sicherheit von multifunktionalen Patientenüberwachungsgeräten - (IEC 60601-2-49:2001); Deutsche Fassung EN 60601-2-49:2001 |
| DIN EN 60601-2-50         | VDE 0750-2-50                     | 2010-02 | Medizinische elektrische Geräte - Teil 2-50: Besondere Festlegungen für die Sicherheit einschließlich der wesentlichen Leistungsmerkmale von Säuglings-Phototherapiegeräten - (IEC 60601-2-50:2009); Deutsche Fassung EN 60601-2-50:2009 |
| DIN EN 60601-2-51         | VDE 0750-2-51                     | 2004-02 | Medizinische elektrische Geräte - Teil 2-51: Besondere Festlegungen für die Sicherheit, einschließlich wesentlicher Leistungsmerkmale von aufzeichnenden und interpretierenden Einkanal- und Mehrkanal-Elektrokardiographen - (IEC 60601-251:2003); Deutsche Fassung EN 60601-2-51:2003 |
| DIN EN 60601-2-52         | VDE 0750-2-52                     | 2016-04 | Medizinische elektrische Geräte - Teil 2-52: Besondere Festlegungen für die Sicherheit einschließlich der wesentlichen Leistungsmerkmale von medizinischen Betten - (IEC 60601-2-52:2009 + Cor.:2010 + A1:2015); Deutsche Fassung EN 60601-252:2010 + AC:2011 + A1:2015 |
| DIN EN 60601-2-54         | VDE 0750-2-54                     | 2016-07 | Medizinische elektrische Geräte - Teil 2-54: Besondere Festlegungen für die Sicherheit und die wesentlichen Leistungsmerkmale von Röntgeneinrichtungen für Radiographie und Radioskopie - (IEC 60601-2-54:2009 + Cor.:2010 + Cor.:2011 + A1:2015); Deutsche Fassung EN 60601-2-54:2009 + A1:2015 |
| DIN EN ISO 80601-2-55     | VDE 0750-2-55                     | 2012-03 | Medizinische elektrische Geräte - Teil 2-55: Besondere Festlegungen für die Sicherheit einschließlich der wesentlichen Leistungsmerkmale von Überwachungsgeräten für Atemgase - (ISO 80601-2-55:2011); Deutsche Fassung EN ISO 80601-255:2011 |
| DIN EN 60601-2-57         | VDE 0750-2-57                     | 2011-11 | Medizinische elektrische Geräte - Teil 2-57: Besondere Festlegungen für die Sicherheit einschließlich der wesentlichen Leistungsmerkmale von Geräten mit Nicht-Laser-Lichtquellen für die Anwendung in der Therapie, Diagnose, Überwachung und für kosmetische/ästhetische Zwecke - (IEC 60601-2-57:2011); Deutsche Fassung EN 60601-2-57:2011 |
| DIN EN 80601-2-58         | VDE 0750-2-58                     | 2015-11 | Medizinische elektrische Geräte - Teil 2-58: Besondere Festlegungen für die Sicherheit einschließlich der wesentlichen Leistungsmerkmale für Geräte zur Linsenentfernung und Geräte zur Glaskörperentfernung in der Augenchirurgie - (IEC 80601-258:2014); Deutsche Fassung EN 80601-2-58:2015 |
| DIN EN 80601-2-59         | VDE 0750-2-59                     | 2010-07 | Medizinische elektrische Geräte - Teil 2-59: Besondere Anforderungen für die Sicherheit einschließlich der wesentlichen Leistungsmerkmale von Wärmebildkameras für Reihenuntersuchungen von Menschen auf Fieber - (IEC 80601-2-59:2008 + Corrigendum 2009); Deutsche Fassung EN 80601-2-59:2009 |
| DIN EN 80601-2-60         | VDE 0750-2-60                     | 2016-03 | Medizinische elektrische Geräte - Teil 2-60: Besondere Festlegungen für die Sicherheit einschließlich der wesentlichen Leistungsmerkmale von Dental-Geräten - (IEC 80601-2-60:2012); Deutsche Fassung EN 80601-2-60:2015 |
| DIN EN ISO 80601-2-61     | VDE 0750-2-61                     | 2012-01 | Medizinische elektrische Geräte - Teil 2-61: Besondere Festlegungen für die Sicherheit einschließlich der wesentlichen Leistungsmerkmale von Pulsoximetriegeräten - (ISO 80601-2-61:2011); Deutsche Fassung EN ISO 80601-2-61:2011 |
| DIN EN 60601-2-62         | VDE 0750-2-62                     | 2016-04 | Medizinische elektrische Geräte - Teil 2-62: Besondere Anforderungen an die Sicherheit einschließlich der wesentlichen Leistungsmerkmale von hochintensiven therapeutischen Ultraschallsystemen (HITU-Systemen) - (IEC 60601-2-62:2013); Deutsche Fassung EN 60601-2-62:2015 |
| DIN EN 60601-2-66         | VDE 0750-2-66                     | 2015-08 | Medizinische elektrische Geräte - Teil 2-66: Besondere Festlegungen für die Sicherheit einschließlich der wesentlichen Leistungsmerkmale von Hörgeräten und Hörgerätesystemen - (IEC 60601-2-66:2012); Deutsche Fassung EN 60601-2-66:2013 |
| DIN EN 45502-1            | VDE 0750-10                       | 2016-02 | Aktive implantierbare medizinische Geräte - Teil 1: Allgemeine Festlegungen für die Sicherheit, Aufschriften und vom Hersteller zur Verfügung zu stellende Informationen; - Deutsche Fassung EN 45502-1:2015 |
|                           | VDE-AR-E 2750-10 Anwendungsregel  | 2010-09 | Regeln zum technisch optimalen Gebrauch von implantierbaren Herzschrittmachern, Defibrillatoren und CRT-Geräten |
| DIN EN 45502-2-1          | VDE 0750-10-1                     | 2004-08 | Aktive implantierbare medizinische Geräte - Teil 2-1: Besondere Festlegungen für aktive implantierbare medizinische Geräte zur Behandlung von Bradyarrhytmie (Herzschrittmacher); - Deutsche Fassung EN 45502-2-1:2003 |
| DIN EN 45502-2-2          | VDE 0750-10-2                     | 2008-10 | Aktive implantierbare Medizingeräte - Teil 2-2: Besondere Festlegungen für aktive implantierbare medizinische Produkte zur Behandlung von Tachyarrhythmie (einschließlich implantierbaren Defibrillatoren); - Deutsche Fassung EN 45502-2-2:2008 |
| DIN EN 45502-2-2          | VDE 0750-10-2 Berichtigung 1      | 2009-09 | Berichtigung zu DIN EN 45502-2-2 (VDE 0750-10-2):2008-10; - Deutsche Fassung CENELEC-Cor.:2009 zu EN 45502-2-2:2008 |
| DIN EN 45502-2-3          | VDE 0750-10-3                     | 2010-07 | Aktive implantierbare Medizingeräte - Teil 2-3: Besondere Festlegungen für Cochlea-Implantatsysteme und auditorische Hirnstammimplantatsysteme; - Deutsche Fassung EN 45502-2-3:2010 |
| DIN EN 60118-13           | VDE 0750-11                       | 2012-02 | Akustik – Hörgeräte - Teil 13: Elektromagnetische Verträglichkeit (EMV) - (IEC 60118-13:2011); Deutsche Fassung EN 6011813:2011 |
|                           | VDE-AR-E 2750-100 Anwendungsregel | 2012-07 | Prozesse zur Datenerfassung sowie zur Bewertung und Zertifizierung der Nachhaltigkeit im Krankenhaus |
| DIN EN 62304              | VDE 0750-101                      | 2007-03 | Medizingeräte-Software - Software-Lebenszyklus-Prozesse - (IEC 62304:2006); Deutsche Fassung EN 62304:2006 |
| DIN EN 62304              | VDE 0750-101 Berichtigung 1       | 2009-05 | Berichtigung zu DIN EN 62304 (VDE 0750-101):2007-03; - Deutsche Fassung CENELEC-Cor.:2008 zu EN 62304:2006 |
|                           | VDE-AR-E 2750-200 Anwendungsregel | 2013-03 | Vorgehensweise bei der Klassifizierung von Medizinprodukten und der Auswahl des Konformitätsbewertungsverfahrens |
| DIN EN ISO 11197          | VDE 0750-211                      | 2009-09 | Medizinische Versorgungseinheiten - (ISO 11197:2004); Deutsche Fassung EN ISO 11197:2009 |
| DIN VDE 0750-224          | VDE 0750-224                      | 2003-08 | Medizinische elektrische Geräte - Teil 224: Besondere Festlegungen für die Sicherheit von elektromedizinischen Badeeinrichtungen |
| DIN VDE 0750-238          | VDE 0750-238                      | 2002-10 | Medizinische elektrische Geräte - Besondere Festlegungen für die Sicherheit von Kurbelergometern |
| DIN EN 62366              | VDE 0750-241                      | 2016-05 | Medizinprodukte - Anwendung der Gebrauchstauglichkeit auf Medizinprodukte - (IEC 62366:2007 + A1:2014); Deutsche Fassung EN 62366:2008 + A1:2015 |
| DIN EN 62353              | VDE 0751-1                        | 2015-10 | Medizinische elektrische Geräte - Wiederholungsprüfungen und Prüfung nach Instandsetzung von medizinischen elektrischen Geräten - (IEC 62353:2014); Deutsche Fassung EN 62353:2014 |
| DIN VDE 0752              | VDE 0752 Beiblatt 1               | 2003-03 | Grundlegende Aspekte von Sicherheitsnormen für medizinische elektrische Geräte - (IEC/TR3 60513:1994) |
|                           | VDE 0752                          | 1983-05 | Grundsätzliche Aspekte der Sicherheit elektrischer Einrichtungen in medizinischer Anwendung - VDE-Merkblatt |
| DIN VDE 0753-4            | VDE 0753-4                        | 2009-05 | Anwendungsregeln zum sicheren Betrieb/Gebrauch von Medizinprodukten in der extrakorporalen Nierenersatztherapie; - Text in Deutsch und Englisch |
| DIN CLC/TS 61949          | VDE V 0754-2                      | 2010-03 | Ultraschall - Charakterisierung von Feldern – Schätzung der In-situ-Expositionswerte in Ultraschallbündeln mit finiten Amplituden - (IEC/TS 61949:2007); Deutsche Fassung CLC/TS 61949:2008 |
| DIN EN 61689              | VDE 0754-3                        | 2013-12 | Ultraschall - Physiotherapiesysteme - Feldspezifikation und Messverfahren im Frequenzbereich von 0,5 MHz bis 5 MHz - (IEC 61689:2013); Deutsche Fassung EN 61689:2013 |
| DIN EN 80001-1            | VDE 0756-1                        | 2011-11 | Anwendung des Risikomanagements für IT-Netzwerke, die Medizinprodukte beinhalten - Teil 1: Aufgaben, Verantwortlichkeiten und Aktivitäten - (IEC 80001-1:2010); Deutsche Fassung EN 80001-1:2011 |
|                           | VDE-AR-M 3756-1 Anwendungsregel   | 2009-10 | Qualitätsmanagement für Telemonitoring in medizinischen Anwendungen |
| DIN IEC/TR 80001-2-5      | VDE 0756-2-5                      | 2016-03 | Anwendung des Risikomanagements für IT Netzwerke, die Medizinprodukte beinhalten -Teil 2-5: Anleitung für verteilte Alarmsysteme - (IEC/TR 80001-2-5:2014) |
|                           | VDE-AR-E 2757-1 Anwendungsregel   | 2013-05 | Technikunterstütztes Leben – Ambient Assisted Living (AAL) - Begriffe |
|                           | VDE-AR-E 2757-2 Anwendungsregel   | 2011-08 | Service Wohnen zu Hause - Anforderungen an Anbieter kombinierter Dienstleistungen |
|                           | VDE-AR-E 2757-3 Anwendungsregel   | 2012-01 | Service Wohnen zu Hause - Kriterien für die Auswahl und Installation von AAL-Komponenten |
|                           | VDE-AR-E 2757-4 Anwendungsregel   | 2012-01 | Service Wohnen zu Hause - Qualitätskriterien für Anbieter, Dienstleistungen und Produkte für technikunterstütztes Leben (AAL) |
|                           | VDE-AR-E 2757-5 Anwendungsregel   | 2015-02 | Technikunterstütztes Leben – Ambient Assisted Living (AAL) - Anforderungen an die Qualifizierung der im AAL-Bereich Tätigen |
|                           | VDE-AR-E 2757-6-1 Anwendungsregel | 2014-09 | Technikunterstütztes Leben - Ambient Assisted Living (AAL) - Repräsentation von Integrationsprofilen - Systemplanungssicht |
|                           | VDE-AR-E 2757-6-2 Anwendungsregel | 2015-02 | Technikunterstütztes Leben – Ambient Assisted Living (AAL) - Konzeptionalisierung von Integrationsprofilen |
|                           | VDE-AR-E 2757-7 Anwendungsregel   | 2016-01 | Technikunterstütztes Leben - Ambient Assisted Living (AAL) - Klassifikationsschema zu alltagsunterstützenden Assistenzlösungen |
|                           | VDE-AR-E 2757-8 Anwendungsregel   | 2014-12 | Technikunterstütztes Leben – Ambient Assisted Living (AAL) - Prozessunterstützung zur technischen Realisierung von Assistenzsystemen(umgebungsunterstützende Technik) in Wohnungen und Wohngebäuden |
|                           | VDE-AR-E 2757-10 Anwendungsregel  | 2015-04 | Technikunterstütztes Leben – Ambient Assisted Living (AAL) - Anforderungen für mobile Endgeräte, die für den Einsatz im AAL-Bereich vorgesehen sind |
|                           | VDE-AR-E 2757-100 Anwendungsregel | 2014-01 | Technikunterstütztes Leben – Ambient Assisted Living (AAL) – Leitlinie für die Entwicklung von AAL-Produkten |
| DIN 57789-100             | VDE 0789-100                      | 1984-05 | Unterrichtsräume und Laboratorien - Einrichtungsgegenstände - Sicherheitsbestimmungen für energieversorgte Baueinheiten |